# II. Louis de Bourbon-Condé
II. Louis de Bourbon, Condé hercege (1646 előtt Enghien hercege; Párizs, Franciaország, 1621. szeptember 8. – Fontainebleau, Franciaország, 1686. december 11.), katonai győzelmei nyomán ismert még a Nagy Condé melléknéven (franciául: le Grand Condé), francia arisztokrata, a Bourbon-ház condé ágának legismertebb tagja, XIV. Lajos francia király és a 17. század egyik legkiválóbb hadvezére.
Már egészen fiatalon, 1642-től a francia gyermekkirály szolgálatában harcolt a harmincéves háborúban, az 1635–59-es francia–spanyol háborúban. 1643-ban a rocroi-i ütközetben jelentős és nagy hatású vereséget mért a győzhetetlennek tartott spanyol terciókra. A Fronde felkelés során Mazarin főminiszter ellen fordult. A lázadók vezéreként spanyol csapatok élén harcolt a francia királyi hatalom megszerzéséért. Távollétében halálra ítélték, birtokait elkobozták. Az 1659-es pireneusi békeszerződés után kegyelmet kapott, birtokait is visszakapta. XIV. Lajos szolgálatában királyi hadvezérként harcolt a devolúciós háborúban és a hollandok ellen vívott háborúban. Turenne marsall halála után rövid ideig az elzászi francia csapatok parancsnoka is lett.
A Nagy Condé katonai dicsőségén túl közismert volt, mint bőkezű művészetpártoló és mecénás. Rezidenciáját, a chantilly-i hercegi kastélyt (Chantilly, Oise megye) fényűző módon rendezte be és építette ki. Olyan korabeli kiemelkedő irodalmi alakokkal állt kapcsolatban, mint Molière és Jean Racine. Magánéletében ugyanakkor boldogtalan volt és elhidegülten éltek egymástól feleségével, Claire Clémence de Maillé-vel. Leszármazottai között vannak többek között a mai francia és olasz trónkövetelők, valamint Spanyolország és Belgium uralkodói is.

## Élete

### Származása
Louis herceg 1621-ben született Párizsban. Édesapja II. Henri de Bourbon-Condé herceg (1588–1646) volt, Condé harmadik hercege, királyi fővadászmester (grand veneur et grand louvetier de France), a protestáns I. Henri de Bourbon-Condé herceg (1552–1588) és Charlotte-Catherine de la Trémoille hercegnő (1568–1629) fia.
Édesanyja Charlotte Marguerite de Montmorency (1594–1650) volt, Châteaubriant és Derval bárókisasszonya, I. Henri de Montmorency herceg (1534–1614) és Antoinette de La Marck grófnő (1542–1591) leánya, a később felségárulásért kivégzett II. Henri de Montmorency herceg (1595–1632) nővére, a hírneves Anne de Montmorency connétable unokája.
Szülei házasságából három testvér született:
- Anne Geneviève de Bourbon (1619–1679), aki II. Henri d’Orléans-hoz, Longueville hercegéhez ment feleségül.
- Louis de Bourbon, Enghien hercege (1621–1686), majd Condé hercege, aki Claire-Clémence de Maillé-Brézé márkinőt vette feleségül.
- Armand de Bourbon, Conti hercege (1629–1666), királyi főlovászmester, aki Anne Marie Martinozzi grófkisasszonyt vette feleségül.[3]

### Gyermekkora
Louis – mint Condé hercegének (prince de Condé) legidősebb fia – születése pillanatától Enghien hercegének (duc d’Enghien) címét viselte. Apját a Monsieur le Prince, Louis-t a Monsieur le Duc megszólítás illette meg. Mivel XIII. Lajosnak hosszú időn át nem született gyermeke, ezért Enghien hercege, a Bourbon királyi család vér szerinti tagja, és potenciális trónörökös a Francia Királyság legmagasabb rangú méltóságai közé számított. Gyermekkorában igen magas színvonalú oktatásban volt része, humanisztikus szellemű műveltséget kapott. 1629-től a jezsuiták bourges-i Szűz Mária kollégiumában (Sainte-Marie de Bourges) tanult. Előmeneteléről latin nyelven írt leveleiben rendszeresen beszámolt édesapjának. Nővérét és öccsét anyjuk nevelte lakóhelyükön, a párizsi Hôtel de Condéban. Hat év tanulás után, 14 éves korában Louis elhagyta a jezsuita iskolát és katonai tudományoknak szentelte magát.
Anyja, Charlotte Marguerite de Montmorency, Condé hercegnéje katolikus vallású, szigorú erkölcsű asszony volt. Távoltartotta magát XIII. Lajos király udvarának intrikáitól és kicsapongásaitól. Több magas méltóság, köztük Richelieu bíboros, főminiszter közeledését is visszautasította. Őt sem kedvelték az udvarnál. 1627-ben hiába próbált közbenjárni unokabátyjáért, Montmorency-Boutteville grófért, akit Richelieu párbajtilalma ellen vétségért marasztaltak el.
1632-ben anyjának egyetlen fiútestvére, Louis herceg nagybátyja, II. Henri de Montmorency herceg belekeveredett XIII. Lajos öccsének, Gaston orléans-i hercegnek (a Monsieur-nek) királyellenes összeesküvésébe. A castelnaudary-i csatavesztés után elfogták és halálra ítélték. Condé hercegné a királyi pár, a (kegyelmet kapott) Monsieur és egész udvar színe előtt porig megalázkodva könyörgött öccse életéért, de hiába, XIII. Lajos lefejeztette a Montmorency család utolsó férfi sarját. Birtokait, köztük a chantilly-i kastélyt a király elkobozta. Charlotte hercegné ezután rambouillet-i kastélyába húzódott vissza.

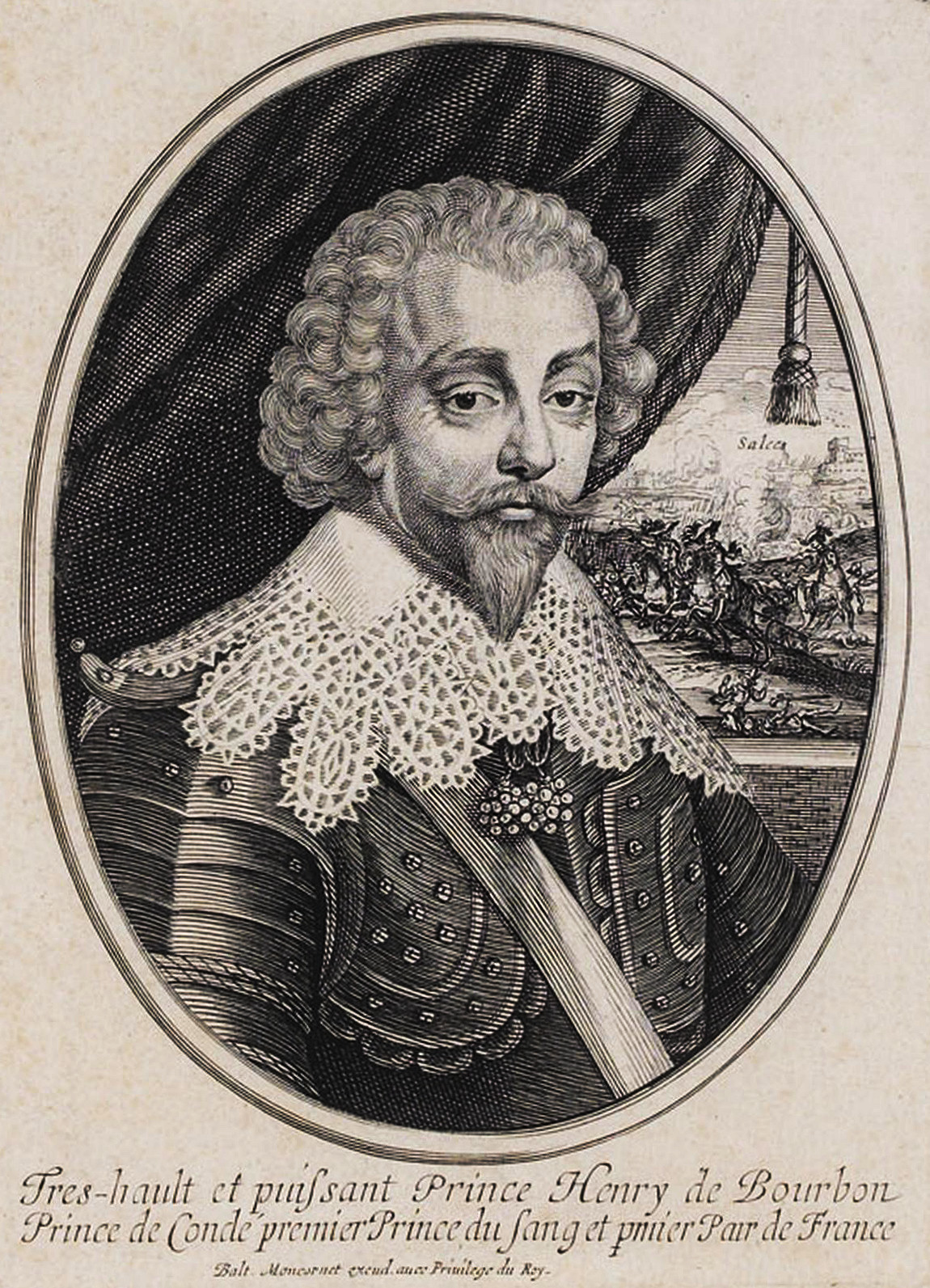
Apja, II. Henri de Bourbon-Condé
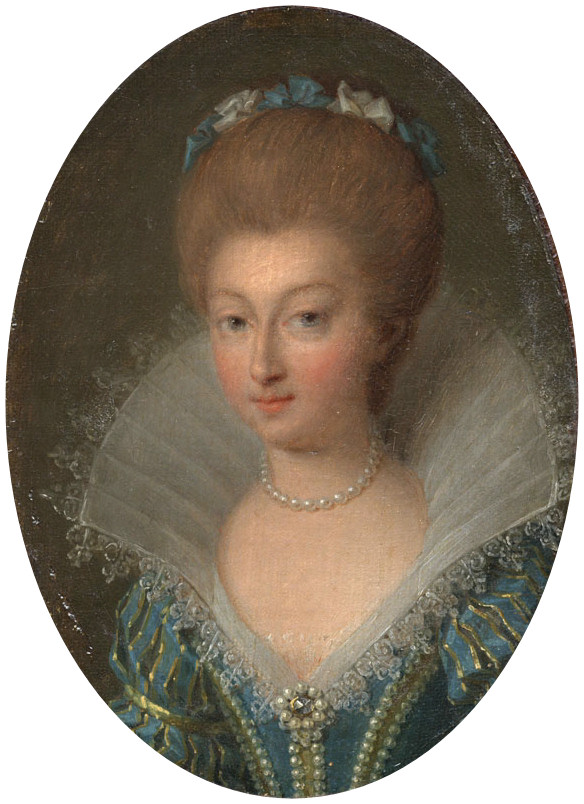
Anyja, Charlotte Marguerite de Montmorency
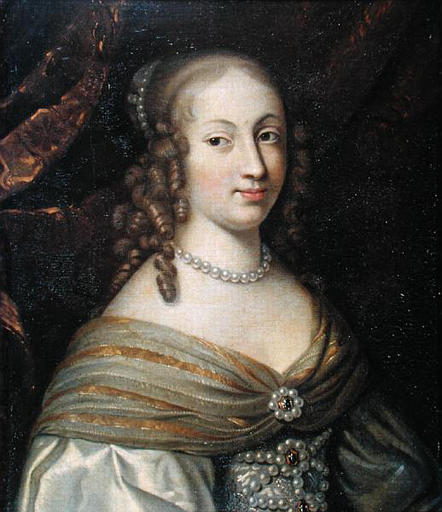
Nővére, Anne Geneviève de Bourbon
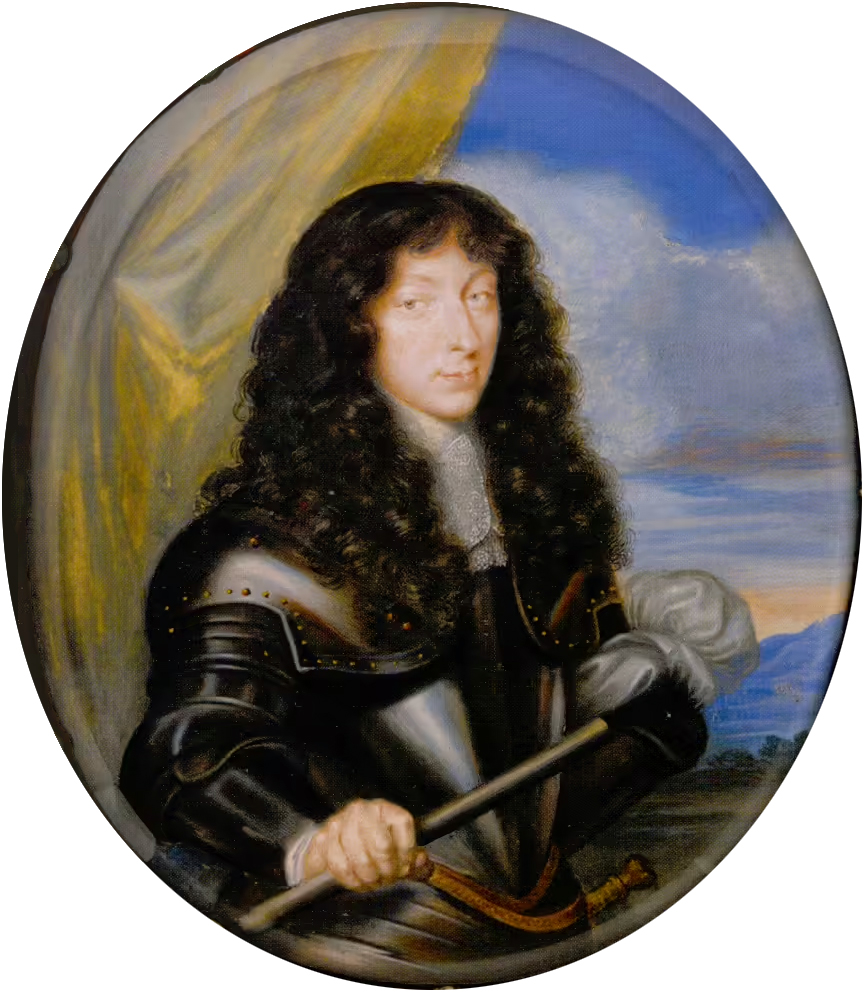
Öccse, Armand de Bourbon, Conti hercege

### Katonai pályájának kezdete
1638-ban, távolléte idején Henri herceg a fiára, Louis-ra, Enghien hercegére ruházta a Burgundi Hercegség kormányzását. A felelős megbízatás ellenére Enghien hercegének életét még 18 éves korában is apja – vagy az általa megbízott nevelő – részletekbe menően szabályozta. Még azt is megszabták, milyen öltözéket viseljen. 1640-ben Louis önkéntesként belépett a francia királyi hadseregbe. Még abban az évben átesett a tűzkeresztségen, dicséretesen helytállva Arras ostrománál.

### Házassága
1640 körül Louis apja, II. Henri herceg előnyös házastársat keresett fia részére. Választása az ekkor 12 éves Claire-Clémence de Maillé-Brézé márkinőre (1628–1694), Urbain de Maillé marsallnak, Brézé márkijának (1597–1650) és Nicole du Plessis-Richelieu-nek (1587–1635), Richelieus bíboros-főminiszter húgának leányára esett. Henri herceg úgy látta, a legfontosabb politikai vezető unokahúgával kötendő frigy fiának gyors karriert, családjának nagyobb hatalmat hoz, és erősítheti a Condék helyzetét a királyi udvarnál. Fia, Enghien hercege erősen vonakodott a kijelölt menyasszonytól. Ekkor már több szeretője is volt, de ebben az időben Marthe Poussard de Vigean bárókisasszonyt, François Poussard de Fors márkinak, Vigean bárójának, a királyi hálószoba főfelügyelőjének leányát akarta feleségül venni. Apjának akarata ellen azonban hiába tiltakozott. Az apa a család érdekében a Richelieu-családba való benősülést kívánta, amely segítheti saját politikai ambícióit, és a fiának remélt katonai karriert is. Az érdekházasság megköttetett. Claire-Clémence de Maillé gazdag családja 600 000 livre hozományt adott a menyasszonnyal, az asszony bevitte a házasságba Ansac, Mouy, Cambronne, Plessis-Billebault, Galissonnière és Brézé uradalmait, ezek mind a Condé hercegi család vagyonát növelték.
Enghien herceg és Maillé-Brézé márkinő esküvőjét 1641. február 11-én tartották meg a menyasszony anyai nagybátyjának, Richelieu bíborosnak párizsi palotájában, a Palais-Cardinal-ban (ma: Palais-Royal), XIII. Lajos király, Ausztriai Anna királyné és Gaston orléans-i herceg, a király öccsének jelenlétében. Rossz házasság volt, Louis herceg számos viszonya megkeserítette Claire-Clémence életét. A házasságból később három gyermek született, de csak a legidősebb fiú, Henri érte meg a felnőttkort:
- Henri Jules de Bourbon (1643–1709), Enghien hercege, 1685-től Condé 5. hercege, aki Anna Henriette von Pfalz-Simmern palotagrófnőt (1648–1723) vette feleségül.
- Louis de Bourbon, Bourbon hercege (1652–1653), kisgyermekkorban meghalt.
- Ismeretlen nevű leány (Mademoiselle de Bourbon, 1657–1660), kisgyermekkorban meghalt.

### Családi tűzfészkek

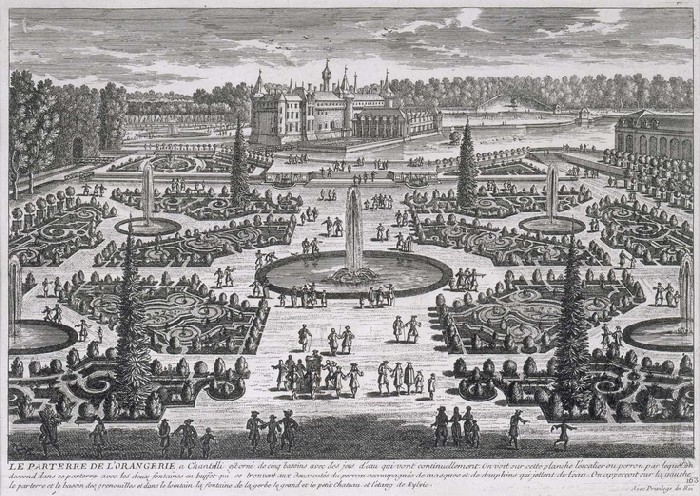
A chantilly-i Montmorency–Condé kastély és parkja (Adam Pérelle rajza, 17. század)

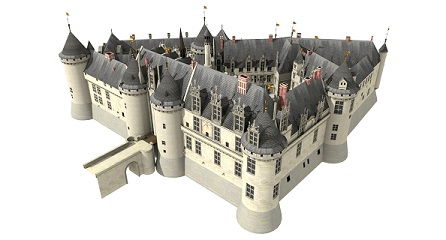
A chantilly-i kastély a 17. században (számítógépes rekonstrukció)

Richelieu főminiszter 1642. december 4-én elhunyt, utódjául Mazarin bíborost ajánlotta a királynak. A Richelieu hercegi család birtokát rokonai örökölték. Louis apja, Henri de Condé herceg bíróság előtt támadta meg a bíboros végrendeletét, saját menyének, Claire-Clémence de Maillé-Brézé-nek, Richelieu unokahúgának nevében. Jelentős vagyonrészt szerzett meg így saját családja részére.
1643. május 24-én XIII. Lajos király is meghalt. Ausztriai Anna özvegy anyakirályné, a kinevezett régens kibékült Louis anyjával, Charlotte Marguerite de Montmorency hercegnővel, és neki ajándékozta a Montmorency-ház ősi kastélyát Chantilly-ben (Île-de-France tartományban), amelyet öccse, Henri de Montmorency kivégzése után koboztak el. A chantilly-i kastély és uradalom a Condé-ház birtokában maradt egészen 1830-ig, a család kihalásáig.
Enghien hercegét sértette, hogy rangban alacsonyabb leányt kellett feleségül vennie. A bíboros és a király halála után, a rocroi-i győzelem révén szerzett saját tekintélyét latba vetve, 1643-ban megpróbálta érvényteleníttetni Claire-Clémence hercegnővel kötött érdekházasságát, hogy feleségül vehesse régi szeretőjét, Mademoiselle du Vigeant. Erőfeszítései sikertelenek voltak, házasságát később sem érvénytelenítették. Vigean kisasszonynak végül kolostorba kellett vonulnia, karmelita apáca lett (1647).

### A harmincéves háború hadvezére
A nagy hatalmú Richelieu családba való beházasodás meghozta gyümölcsét. Az első kisebb parancsnoki megbízatások után XIII. Lajos király 1643 tavaszán – már Richelieu bíboros elhunyta után – Louis-t, Enghien hercegét kinevezte a flandriai francia hadsereg parancsnokává. Franciaország 1635 óta újra háborúban állt Spanyolországgal (mely 1659-ig tartott), miközben a Rajna-vidéken még folyt a Német-római Császárság elleni fő háború (a harmincéves háború) is. A kiváló francia hadvezérek 1640-ben elfoglalták Elzászt, bevettek fontos rajnai birodalmi erődöket, 1642-ben Turenne marsall (1611–1675) elfoglalta Roussillon tartományt.

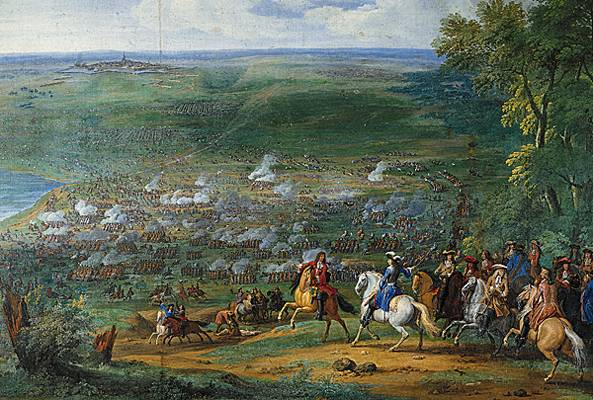
A rocroi-i csata, 1643. május 19.

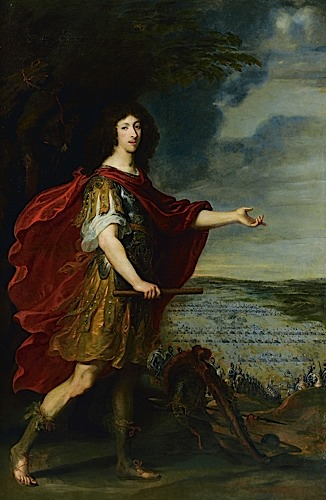
A rocroi-i győztes hadvezért dicsőítő festmény (Juste d’Egmont műve)

#### Rocroy (1643)
Az 1643-ban a Dél-Németalföldön összevont spanyol királyi haderő, amely Don Francisco de Melo grófnak, Tor de Laguna márkijának, Spanyol-Németalföld kormányzójának parancsnoksága alatt állt, számszerű túlerőben volt Enghien herceg francia hadseregével szemben. A hadjáratot Don Francisco de Melo indította meg. Ostrom alá fogta a francia Rocroi (Rocroy) határerődítményt. A vár felmentésére Enghien hercege – katonai tanácsadóinak és idősebb tisztjeinek tanácsa ellenére – előrevonta erőit és megtámadta a spanyol hadsereget. 1643. május 19-én került sor a véres rocroi-i ütközetre, amelyben a létszámhátrányban lévő francia csapatok megsemmisítő vereséget mértek Melo gróf erőire, akinek ezután ki kellett vonnia maradék csapatait Franciaországból.
A fontos győzelem egy csapásra híressé tette a fiatal, 21 éves Louis d’Enghien herceget. A rocroi-i csatát, amely a rettegett hírű – és a Rocroi-nál is keményen helytálló – spanyol terciók végleges vereségét hozta, a történészek ma is jelentős fordulópontnak tekintik. Spanyolország európai hegemóniája leáldozott, Franciaország stratégiai fölénybe került. Maga Enghien hercege a harcok befejezése után sietve szabadságolta magát, és Párizsba sietett, hogy győzelmes hadvezérként ünnepeltesse magát, és személyesen vihesse a diadal hírét a gyászoló özvegy anyakirálynénak (XIII. Lajos néhány nappal a csata előtt, május 14-én hunyt el). Először ütköztek ki Louis személyiségének meghatározó vonásai: végtelen hiúsága és kérkedésre való hajlama.

#### Rajnai hadjárat (1644–45)
A következő évben, 1644-ben Mazarin főminiszter (1602–1661) Enghien hercegét és Turenne vikomtot egy-egy hadsereg élén a rajnai frontra küldte. A két kiváló hadvezér egyesített erői májusban átkelt a Rajnán. Augusztus 3–9 között a freiburgi csatában vereséget mértek Franz von Mercy bajor tábornagynak (1590–1645), a Katolikus Liga főhadparancsnokának seregeire, és felmentették a császáriaktól ostromolt Freiburg im Breisgau városát. A császáriakat visszavonulásra késztették a Rajnától, fontos erődöket foglaltak el.
1645-ben ismét közösen vonultak Mercy ellen. Május 5-én a mergentheimi csatában – melyet herbsthauseni vagy marienthali csatának is neveznek – Mercy vereséget mért rájuk, de augusztus 3-án a véres alerheimi csatában (Nördlingen mellett) megfordult a kocka, a franciák nagy vereséget mértek a császári és bajor csapatokra. A főhadparancsnok Enghien hercege volt, a balszárnyat Turenne vezette, a jobbszárnyat Gramont tábornagy. A csatában Mercy tábornagy elesett, Condé hercege súlyosan megsebesült. A nagy harctéri győzelem (amelyet „második nördlingeni csatának” is neveztek) a győztes francia csapatok soraiban is komoly veszteségeket okozott, emiatt a fővezér hadvezetési stílusát erősen hibáztatták. Mazarin is kritikával illette a kevély herceget.

#### Dunkerque (1646)
1646-ban Louis apja, II. Henri herceg elhunyt. Enghien hercege örökölte Condé hercegének címét (negyedikként e sorban), ettől kezdve a Monsieur le Prince megszólítás illette meg. Megörökölte hercegi családjának összes birtokát és hatalmas vagyonát. Louis, Condé hercege Franciaország leghatalmasabb főnemesévé vált. Származása révén a királyi család tagja volt, a királyi vérből való hercegek közül a legidősebb (premier prince de sang). Katonai győzelmei nyomán egyre többen rajongtak érte, támogatónak és híveinek száma nőttön nőtt. Louis, Condé hercege elfoglalta apja helyét a királyi tanácsban (conseil d’état), ezzel módja nyílt az állami politika közvetlen befolyásolására is.
Még ugyanebben az évben, 1646. szeptember 7. és október 11. között Condé hercege – a holland hadiflotta támogatásával – egy hónapon át tartó ostrommal bevette Dunkerque erődített városát, a németalföldi spanyol hatalom egyik legfontosabb haditengeri támaszpontját. A briliánsan megtervezett és megvalósított hadművelet egész Európában elismerést hozott a „Nagy Condé”nak.

#### Katalónia (1647)
Sikerei és növekvő népszerűsége veszélyessé tette őt Mazarin bíboros szemében. A belpolitikai helyzet ingatag volt: Richelieu bíboros 1642-ben, XIII. Lajos 1643-ban elhunyt, XIV. Lajos még csak ötéves volt. Anyját, Ausztriai Anna anyakirálynét, aki a régensi méltóságot viselte, Mazarin tartotta befolyása alatt. Az udvarban sokan gyűlölték az olasz születésű bíborost és politikáját. Ha a gyermekkirály meghal, harc törhet ki a trónért az Orléans-i és a Condé-ág hívei között. A királyi vérből való hercegek, születésük jogán több beleszólást követeltek az államügyekbe, Condé hercegével az élen.
Mazarin megpróbálta távol tartani a Condét királyi udvartól. 1646-ban megbízta őt a katalóniai francia haderők főparancsnokságával. Condé hadserege 1647. május 12-én ostrom alá vette Lérida (katalánul: Lleida) városát, ahol La Mothe-Houdancourt marsall csapatai már két korábbi alkalommal, 1642-ben és 1646-ban is kudarcot vallottak. Lérida harmadik ostroma hat héten át tartott, és szintén sikertelennek bizonyult. 1647. június 17-én Condé hadserege visszavonult Lérida alól. Ez volt első veresége. A sikereire büszke hadvezér ezután elhagyta a katalóniai frontot, és kereken megtagadta, hogy kudarcának színhelyén szolgáljon tovább.
Mazarin ekkor egy expedíciós hadjárat vezetését kínálta fel neki, a Nápolyi Királyságban folyó spanyolellenes felkelés támogatására. A francia beavatkozás sikere Condé hercegét Nápoly királyává tehette volna, tartósan távol tartva őt Versailles-tól. A magasabbra vágyó Condé azonban visszautasította a bizonytalan kimenetelű vállalkozást.

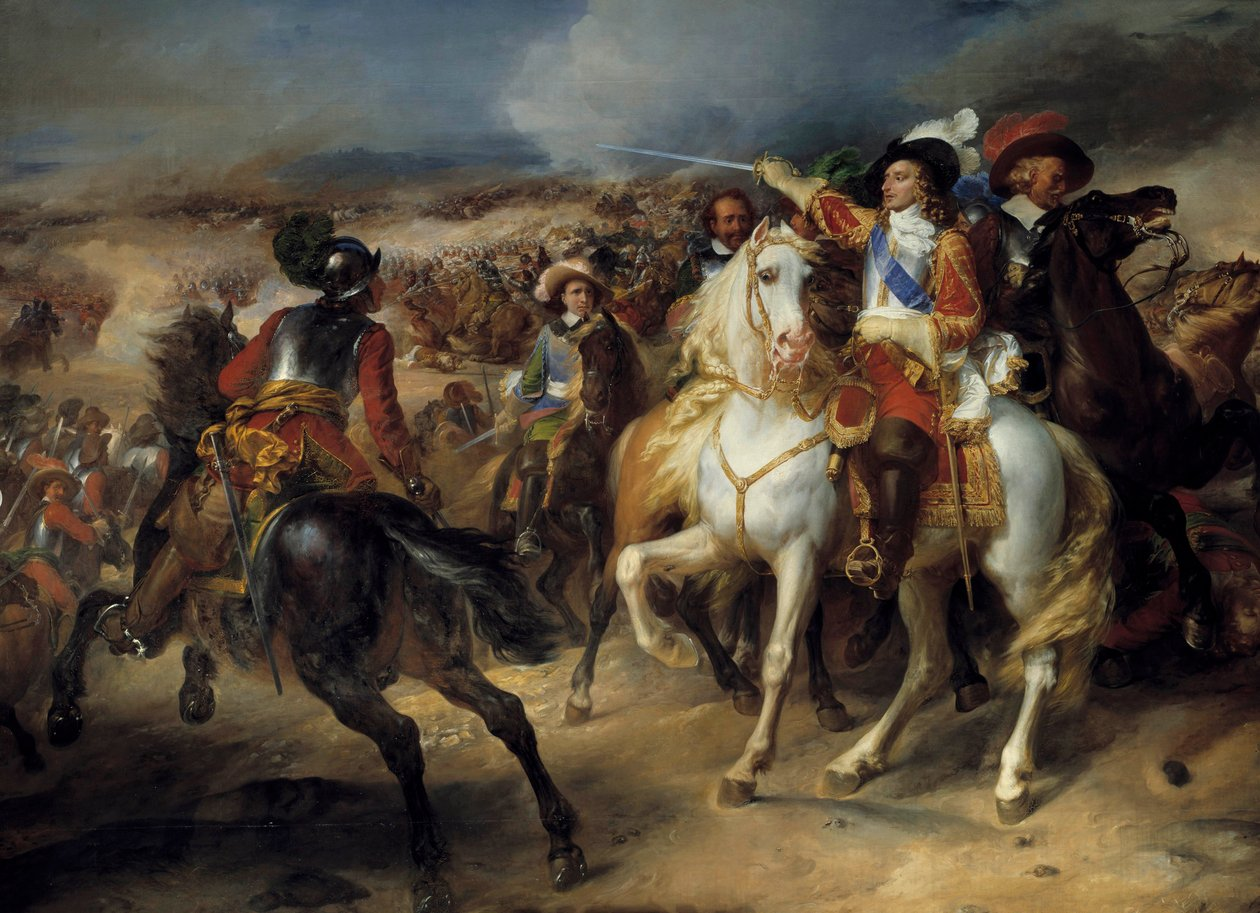
A Nagy Condé a lensi csatában, 1648. augusztus 20. (Jean-Pierre Franque festménye, Versailles-i kastély)

#### Lens (1648)
1648-ban ismét a flandriai francia hadsereg főparancsnokságát kapta meg, és hadjáratot vezetett Spanyol-Németalföldre. Habsburg Lipót Vilmos főherceg spanyol és birodalmi csapatai augusztus 17-én elfoglalták az Artois-i grófságbeli Lens városát. Condé hadserege a város visszafoglalására indult. 1648. augusztus 20-án a várostól nyugatra fekvő síkságon, Grenay és Liévin között került sor a lensi csatára. A franciák számszerű hátrányban voltak a Habsburg-hadsereggel szemben, Condé ezért visszavonulást színlelt. A főherceg lovasrohamot indított, de Condé lovassága ellentámadásba ment, szétverte és elűzte a spanyol lovasságot. A francia királyi gárda (Gardes-Françaises) megütközött a spanyol gyalogsággal és meghátrált, de az üldözésből visszatérő francia lovasság megfordította az ütközetet. A mészárlásban 3000 spanyol elpusztult, 5000-en foglyul estek. A németalföldi spanyol haderő szinte teljesen felőrlődött, maradékát a francia–holland csapatok körülzárták. A lensi ütközet jelentősége az 1643-as rocroi-i csatáéhoz volt mérhető. A győzelem megerősítette Franciaország pozíciót a münsteri béketárgyalásokon. Két hónappal később, október 24-én megkötötték az utolsó vesztfáliai békeszerződést, lezárva a harmincéves háborút. Franciaország és a Birodalom háborúja véget ért, de a francia–spanyol háború tovább folyt.

### A Fronde felkelés vezére

#### Harcban a királyért (1648–49)
A Mazarin bíboros által kivetett adók miatt a jómódú – de a királyi adókat fizetni nem kívánó – városi polgári hatalmi csoportok 1648-ban lázadást robbantottak ki, amely Fronde (parittya) néven híresült el. A felkelés első szakaszában, az ún. „parlamenti Fronde” időszakában (1648–49 között) Condé hercege a királyi hatalom oldalára állt, szilárdan támogatta Mazarin főminisztert és Ausztriai Anna özvegy anyakirálynét, Franciaország régensét. A rendelkezésére álló gyenge katonai erővel briliáns módon manőverezve számos kisebb összeütközésből győztesen került ki, nagy pusztítást okozva. A Párizst fenyegető élelmiszerhiány megegyezésre szorította a parlament híveit is, és 1649. március 20-án sikerült megkötni a rueil-i békemegállapodást a királyi hatalom ellenfelei és a királyt képviselő Mazarin között.
Condé hercege Franciaország legnagyobb befolyással rendelkező személyiségévé, a főnemesség vezérévé, fenyegető hatalmi tényezővé nőtt. Családja hihetetlen vagyonnal bírt, Franciaország hatalmas területeit Condé hercege és közvetlen rokonai birtokolták. Louis öccse, Armand, Conti hercege Champagne ura volt. Sógora, Longueville hercege Normandia fölött rendelkezett. Maga Louis, Condé hercege uralta Burgundiát, Berryt, Lotaringia több grófságát és még számos kisebb-nagyobb birtokot. Nélkülözhetetlenségének tudatában Condé egyre gőgösebb és önhittebb lett, az udvar tagjaival lenézően és sértő módon viselkedett. Magát Mazarin bíborost, legfőbb vetélytársát többször nyilvánosan megsértette, tettleges inzultusokra is vetemedett, végül a Mazarin-ellenes „frondőr”-ök felé fordult, hogy élükre állva megbuktassa a főminisztert.
1650. január 18-án Mazarin – megszerezve az anyakirályné hozzájárulását – letartóztatta Louis de Condét, öccsével, Armand-nal, Conti hercegével és sógorával, Longueville hercegével együtt. Mindhármukat a vincennes-i erődbe záratta. Condé több elvbarátjának, köztük Turenne vikomtnak és öccsének, Bouillon hercegének sikerült megszökniük és külföldre (Spanyol-Németalföldre) menekülniük.

#### Harcban a király ellen (1651–58)
A királyi vérből való hercegek bebörtönzésének hírére komoly nyugtalanság tört ki, kiszabadításuk érdekében a család nőtagjai mozgósították a herceg szövetségeseit. Louis özvegy anyja, Charlotte Marguerite hercegné, a párizsi parlamenttől kérte, alkalmazzák fiára az újonnan meghozott letartóztatási törvényt, amely szerint senkit sem lehet ítélet nélkül börtönben tartani. Louis nővére, Anne Geneviève, Longueville hercegnéje, a spanyol királyi udvarral kezdett tárgyalásokat. Felesége, Claire-Clémence, az ifjabb Condé hercegné, akit hűtlen férje számos alkalommal megcsalt, megalázott, és az udvartól távol, elszigeteltségben tartott, mégis lojális maradt férjéhez. Hadsereget gyűjtött, ennek élén Bordeaux-ba vonult. A város parlamentjét megnyerte Condé herceg ügyének.
Kitört a Fronde második szakasza, a főnemesi felkelés (Fronde des Princes, 1650–53). Condé fegyvertársa, Turenne vikomt 1650-ben a Spanyol-Németalföld felől spanyol segédcsapatokkal betört Pikárdiába, több várost elfoglalt, de december 15-én korábbi parancsnoka, César du Plessis marsall visszaszorította.
1651. február 7-én Mazarin elmenekült ellenségei elől, a hercegek 13 hónapnyi fogság után kiszabadultak. Condé a felkelés élére állt. Tárgyalásba kezdett Franciaország ellenségeivel, IV. Fülöp spanyol királlyal és Oliver Cromwellel, Anglia Lord Protectorával. Csapatokat szerelt fel, és unokafivére, XIV. Lajos megdöntésére indult. Fellángolt a belháború. XIV. Lajos a királyi hadak fővezérségét ígérte a „frondőr” Turenne-nek, akit sikeresen meg is nyert magának. Turenne átállt a király táborába, és főparancsnokként a lázadó hercegek ellen fordult.
A két tehetséges hadvezér először 1652 tavaszán, Burgundiában ütközött meg. Condé hercege és szövetségesei, La Rochefoucauld hercege, Nemours hercege és François de Vendôme, Beaufort hercege – ez utóbbi a Gaston orléans-i herceg, a király nagybátyja által küldött csapatok élén – Párizs környékén, Bléneau falunál szétszórva álló királyi csapatok ellen vonultak. 1652. április 7-én a bléneau-i csata során Condé túlerőben lévő csapatainak első támadása zavart okozott. Katonái majdnem elfogták a harctéren jelen lévő XIV. Lajost. Turenne nagy kockázatot vállalva, gyenge csapataival heves ellentámadást indított, Condé csapatai Étampes-ba hátráltak, és elsáncolták magukat. Condé elhagyta bekerített csapatait, és Párizsba vonult vissza, a lezajlott csatát saját győzelmeként hirdetve. (A 19. században Napóleon elemezte Condé hadjáratait, és Emlékirataiban mindkét tábornok hibáit bírálta. Úgy ítélte, Condé hercege túlerőben lévő csapataival kierőszakolhatta volna a győzelmet. Turenne viszont aránytalanul nagy kockázatot vállalt, amikor támadást intézett a győzelmes támadásban lévő, nála erősebb hadsereg ellen.
1652. július 2-án Párizs keleti határában, Faubourg Saint-Antoine-ban Condé spanyol hadserege megütközött Turenne királyi hadaival, és súlyos vereséget szenvedett. A Párizs felé menekülő Louis-t majdnem elfogták, de ifjú unokanővére, Anne Marie Louise d’Orléans, Montpensier hercegnője (1627–1693), a „Grande Mademoiselle” – Gaston orléans-i herceg leánya – a Bastille ágyúiból tüzet vezényelt a Condét üldöző királyi csapatokra, Louis így biztonságban elérhette a városkaput. 1652. október 21-én Turenne csapatai visszafoglalták Párizst. Condé felkelői és a spanyol csapatok Flandriába szorultak vissza. 1652 végére a Fronde vereséget szenvedett, a hercegek meghódoltak XIV. Lajosnak.
1653. március 27-én Louis de Condé herceget távollétében fejvesztés általi halálra ítélték, felségárulás és lázadás vádjával. A 15 éves király megfosztotta őt minden címétől, birtokait a korona javára elkobozta. (Segítőjét, Anne-Marie d’Orléans-t, Montpensier hercegnőjét XIV. Lajos több évre Burgundiába száműzte).

### Spanyol szolgálatban (1653–59)
Louis de Bourbon, megfosztva hercegi címeitől, Spanyolországba menekült, és IV. Fülöp spanyol királynak ajánlotta fel hadvezéri szolgálatait az ekkor javában zajló spanyol–francia háborúban. Spanyol csapatai élén a Spanyol-Németalföld felől többször is betört Franciaországba, és megütközött a Turenne vezette francia királyi csapatokkal. 1654. augusztus 25-én az arrasi csatában Condé herceg és Lipót Vilmos főherceg csapatai súlyos vereséget szenvedtek a francia király és marsalljai, Turenne, La Ferté és Fabert hadseregeitől, fel kellett hagyniuk Arras ostromával. Ez volt a 16 éves XIV. Lajos első saját katonai győzelme uralkodóként. Condé herceg csak gyors visszavonulás elrendelésével tudta elkerülni saját seregeinek és szövetségeseinek teljes felmorzsolódását. 1656. július 16-án Hainaut-i grófságban, a valenciennes-i csatában viszont revansot vett régi vetélytársán. Don Juan de Austria és Condé herceg váratlanul betört a Valenciennes-t ostromló franciák védősáncaiba, a circumvallatióba. Turenne csak nagy veszteségek árán tudta kimenekíteni saját csapatait.

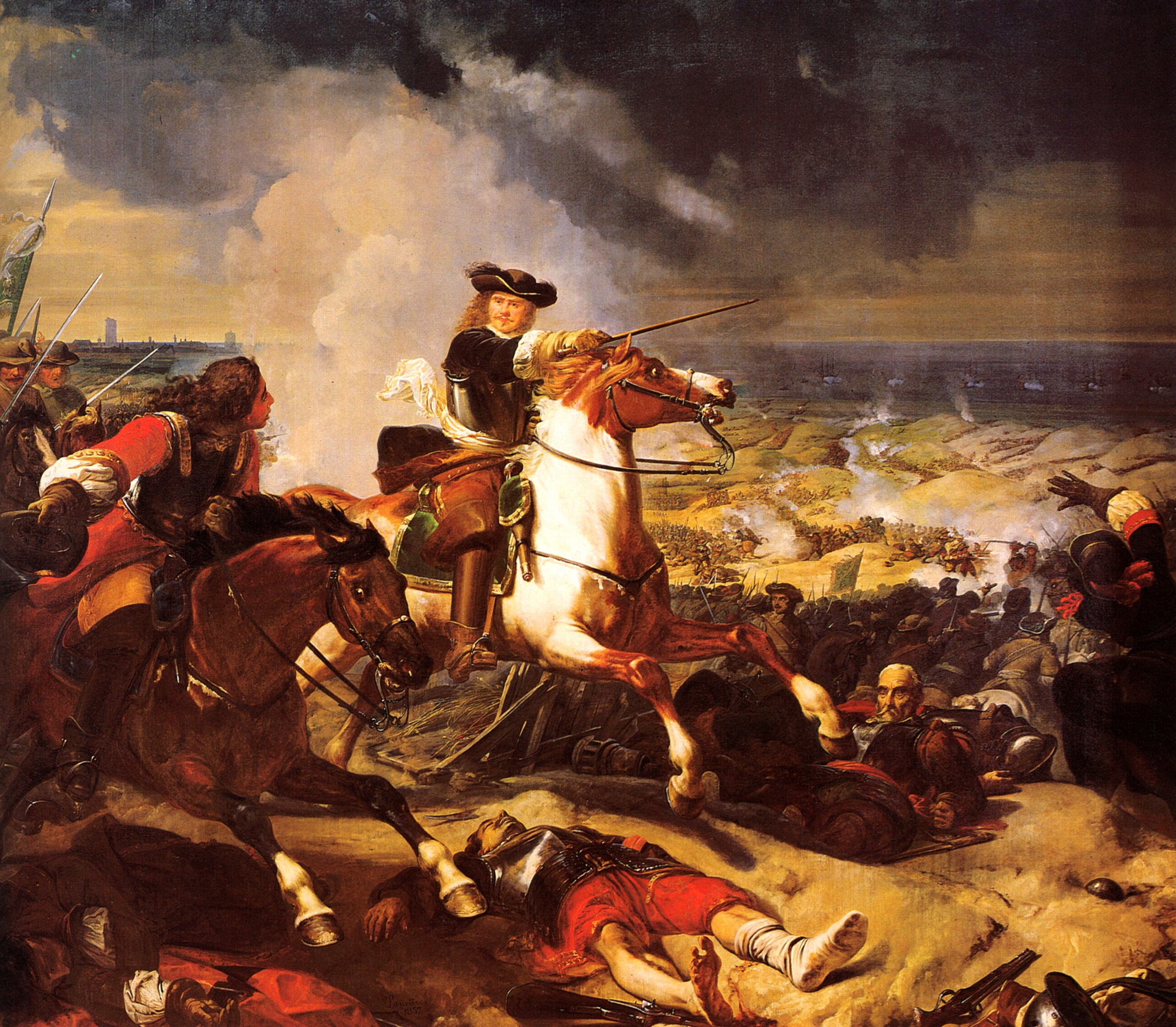
A „dűnék csatája”, 1658.
(Charles-Philippe Larivière műve, 1837.)

Ebben a háborúban Condé hercege – és a flandriai spanyol haderő – döntő vereségét 1658. június 14-én Dunkerque mellett a „dűnék csatájában” szenvedte el. Turenne marsall hadserege, angol és holland csapatoktól támogatva nagy győzelmet ért el. Június 23-án a francia csapatok bevették Dunkerque-et, amelyet XIV. Lajos még aznap átadott az angoloknak, a katonai támogatás fejében. A spanyolok további komolyabb hadműveletre már nem voltak képesek. 1659-ben IV. Fülöp és XIV. Lajos megkötötték a pireneusi békeszerződést, amelynek legfontosabb feltételeit Mazarin bíboros a győzelmes nagyhatalom helyzetéből diktálhatta.

### XIV. Lajos szolgálatában

#### A király kegyelme
A pireneusi békeszerződés lezárta a spanyol háborút. Őfelsége XIV. Lajos, Franciaország királya kegyesen megbocsátotta eltévelyedett unokafivérének lázadását. Louis de Bourbon, Condé hercege amnesztiát kapott. A király kegyelmét Aix-en-Provence-ban hirdették ki, röviddel XIV. Lajos és Mária Terézia spanyol infánsnő esküvője előtt.
A Nagy Condé belátta, hogy pártütésének bealkonyult. 1660-ban feleségével együtt visszatért Franciaországba, és meghódolt XIV. Lajosnak. Visszakapta birtokait, de az uralkodó egyelőre nem tartott igényt szolgálataira. A következő néhány békés évet Condé értékes műgyűjteményének gyarapításával töltötte. Mecénásként művészeket és irodalmárokat támogatott. A chantilly-i kastélyban nagy irodalmi szalont tartott. Racine, Boileau, La Fontaine rendszeres vendégei és szereplői voltak. Védőszárnya alá vette Molière-t is. Chantilly-ben többször előadták a király által betiltott Tartuffe-öt, a herceg vendégeinek mulattatására. 1666-ban meghalt Louis öccse, Armand, Conti hercege. Fiait, Louis Armand-t (1661–1685) és François Louis-t (1664–1709) Condé herceg udvarába vette, és gondoskodott neveltetésükről.
Condé hercegét, a király rokonát egész életében nyomasztotta, hogy alacsonyabb rangú nőhöz kényszerítették. Elhanyagolt felesége, Claire-Clémence 1671-ben házasságtörő viszonyt folytatott egy apróddal, de az affér kitudódott, botrány keletkezett. Condé hercege – feledve feleségének a Fronde idején az ő kiszabadítására tett bátor erőfeszítéseit – száműzetésbe küldte az asszonyt, akinek élete végéig, 1694-ig a châteauroux-i Raoul várkastélyban kellett élnie. (Később, a királyhoz írt utolsó levelében a megbocsátani nem tudó, könyörtelen Condé arra kérte XIV. Lajost, hogy özvegyét az ő elhunyta után se engedje visszatérni Chantilly-be).
1660–1667 között Condé nem fejtett ki politikai tevékenységet, eltekintve néhány konkrét akciótól. Részt vett XIV. Lajos tárgyalásain, amelyeket a franciabarát lengyel rendekkel folytatott a lengyel trónöröklésről. Uralkodójelöltként felmerült előbb Condé herceg fia, Henri Jules, Enghien hercege, majd maga Louis de Condé herceg személye. 1667-ben azonban Sobieski János nagyhetman a podhajcy csatában győzelmet aratott a kozákok és törökök felett, főhadparancsnokká emelkedett, helyzete megerősödött. A fordulatos intrikákkal átszőtt tárgyalások egészen 1673-ig, Korybut Mihály király elhunytáig tartottak. Ekkor XIV. Lajos megtiltotta a további egyezkedést, és 1674 májusában Sobieski Jánost segítette a lengyel királyi trónra, III. János néven. Ezekben az években Condé hercege még egy említésre méltó ügyben szerepelt: 1661-ben a király elrendelte a kegyvesztett Nicolas Fouquet pénzügyminiszter (1615–1680) letartóztatását. Condé 1664-ben többször személyesen közbenjárt a királynál az elítélt érdekében, de eredménytelenül. Az exminiszter börtönben halt meg.

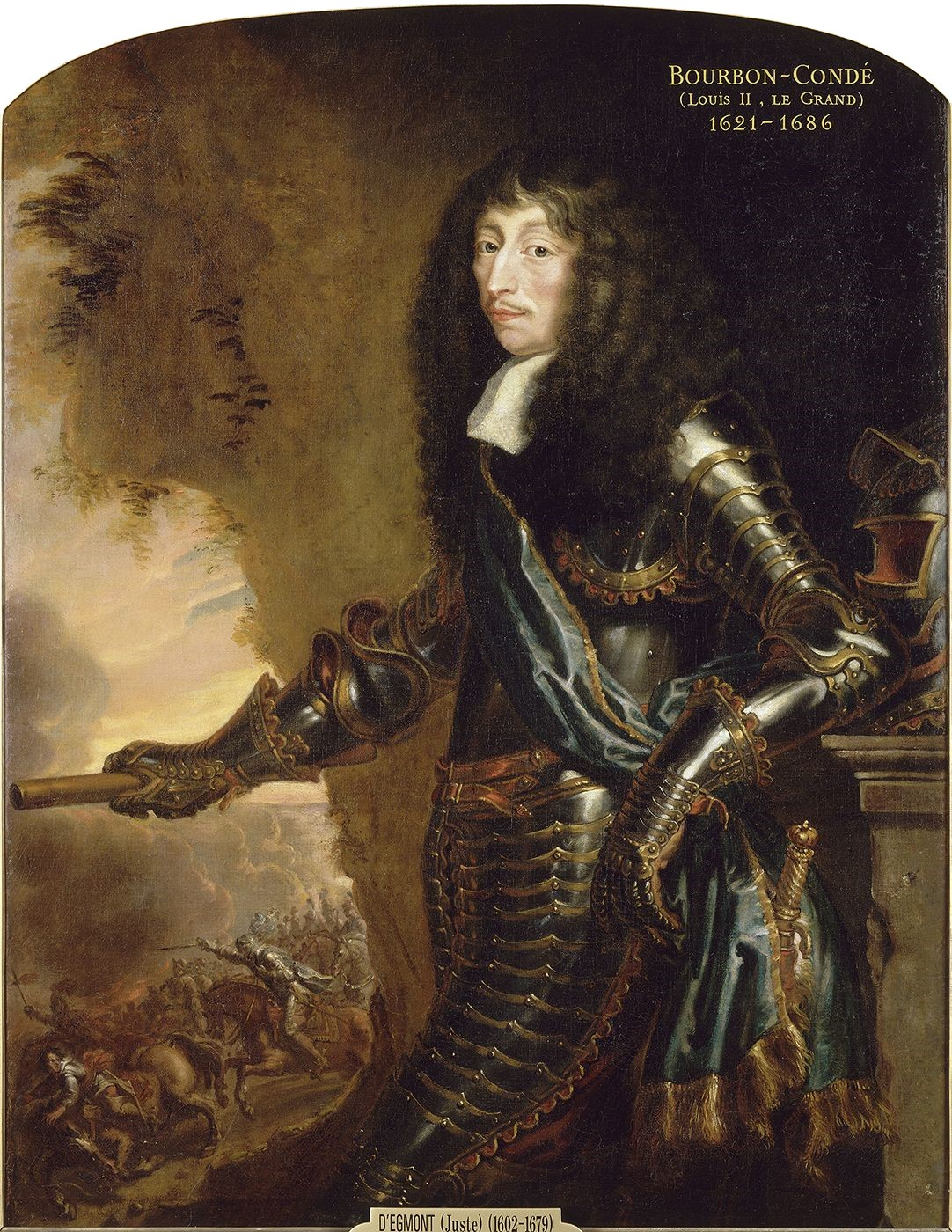
Louis de Bourbon, a „Nagy Condé”
(Justus van Egmont festménye, részlet)

#### A devolúciós háború hadvezére (1667–68)
1667-ben, a devolúciós háború első évében Louis de Condé herceg, Berry tartomány kormányzója kilépett az elszigeteltségből. Louvois márkinak, a hadügyminiszternek felvázolta a Franche-Comté elfoglalására irányuló haditervét. A király jóváhagyta a tervet. 1667. december 8-án, miután Turenne marsall sikeres hadjáratban elfoglalta a spanyolok kezén lévő Flandriát, a király Louis hercegre bízta a Champagne-ban állomásozó francia hadsereg vezetését. Hosszú idő után Condé hercege ismét egy oldalon harcolt régi bajtársával, majd Fronde-béli ellenfelével, Turenne-nel.
A Nagy Condé nem okozott csalódást uralkodójának. 1668. február 4-én megindult hadseregével a Jura felé. Már február 7-én bevette a Szabad Grófsághoz tartozó Besançon szabad birodalmi várost. Egyik hadteste, Montmorency-Luxembourg herceg vezetésével ugyanezen a napon elfoglalta Salins-les-Bains-t. Február 14-én, alig 4 napos ostrom után Condé hadai bevették Dole erődítményét. Február 19-én elesett Gray erődje. Condé csapatai február végére az egész Franche-Comtét elfoglalták. Az egész hadművelet mindössze 17 napig tartott, Condé támadó stratégiájának sikerét a merészen kitervelt hadműveleteik gyors és meglepetésszerű végrehajtása biztosította.

#### A Vatel-eset
1671. április 21-én a „Nagy Condé” chantilly-i kastélyában látta vendégül a királyt, népes udvari kíséretével együtt. A herceg hadvezéri kinevezést (és busás jövedelmet) remélt a készülő francia–holland háborúban. Létfontosságú volt az uralkodó teljes megelégedettsége, ezért Condé három napon át tartó, fényűző ünnepségsorozatot szervezett, fogadásokkal, lakomákkal, tűzijátékkal, színpadi előadásokkal. A 3000 főnyi vendégsereg ellátása és szórakoztatása 600 000 écu-t emésztett fel.
A teljes előkészítést és szervezését Condé hercegének háznagya (maître d’hôtel), egyben ceremóniamestere és konyhafőnöke, François Vatel (1631–1671) végezte, korának egyik leghíresebb mesterszakácsa, aki korábban Nicolas Fouquet háznagya volt a Vaux-le-Vicomte kastélyban, Maincyben. A krónikák szerint az ünnepségek rendben zajlottak 1671. április 24-ig, amikor a megrendelt friss halszállítmány nem érkezett meg időben, az emiatt kétségbeesett Vatel öngyilkosságot követett el (szó szerint a kardjába dőlt). A tragédia megrázta a korabeli társadalmat. Madame de Sévigné levelében tisztelettel írt az elvárásoknak minden áron becsülettel megfelelni akaró háznagyról.

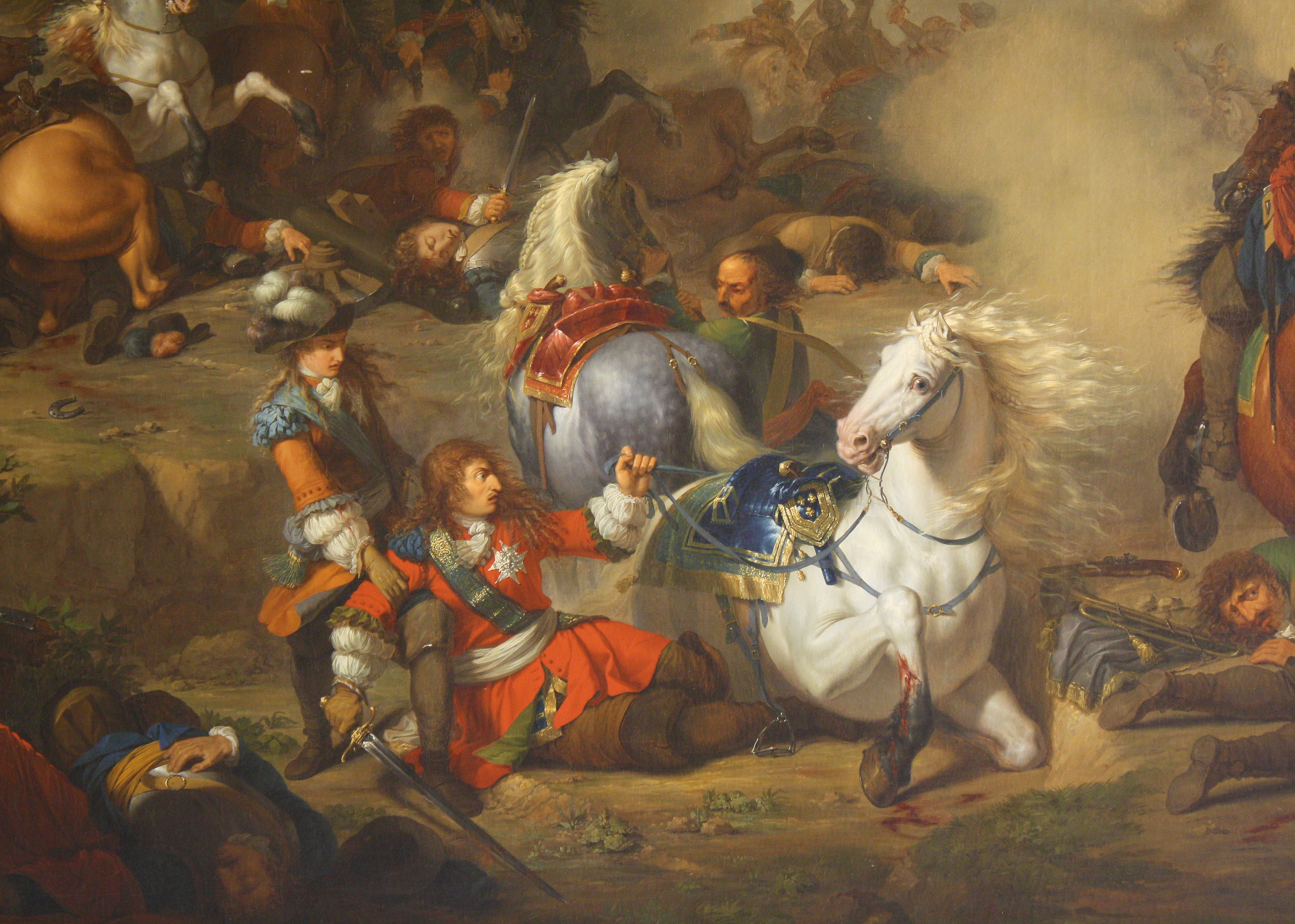
Henri Jules, Enghien hercege megmenti apja életét a seneffe-i csatában
(Bénigne Gagneraux festménye, 1786.)

#### A francia–holland háború hadvezére (1672–75)
A francia–holland háború idején 1672–1675 között Condé hercegét a király a Flandriában álló francia csapatok parancsnokává nevezte ki. Hadműveletei nyomán XIV. Lajos megszerezte a Spanyol-Németalföld több területét. 1672. június 12-én Tolhuis-nél, a Rajnán történő erőszakos átkelés irányítása közben Condé súlyosan megsebesült. Felépüléséig kiesett a hadvezetésből, Elzász kormányzását irányította.
1674-ben a két nagy hadvezér, Condé és Turenne ismét együtt harcolt. Turenne marsall Philippsburgnál átkelt a Rajnán, a sinsheimi csatában szétverte IV. Lotaringiai Károly (1604–1675) csapatait, majd végigpusztította az egész Pfalzi Őrgrófságot. Eközben Louis, Condé hercege északon, a Hainaut-i grófságban nyomult előre, 1674. augusztus 11-én a seneffe-i csatában 45 000 emberével megtámadta a négyes szövetség III. (Orániai) Vilmos által vezetett 60 000 főnyi hadseregét, amely birodalmi, spanyol és holland csapatokból állt és Párizs felé nyomult. Condé lovassági és gyalogsági támadást intézett a vonuló ellenség utóvédje ellen. Egész napon át tartó, éjszakába nyúló véres ütközet alakult ki, amelyben a császáriak hiába igyekeztek leválni az őket támadó franciákról, Condé viszont azt remélte, szétverheti a visszaforduló főerőt. A kíméletlen küzdelem során maga Condé élete is veszélyben forgott, három lovat lőttek ki alóla. Egy alkalommal fia, Henri Jules, Enghien hercege mentette meg apja életét. A két szemben álló hadvezér, 8000 francia és 11 000 holland katona elvesztése után, kockázatosnak találva az ismeretlen erejű ellenséggel való másnapi megütközést, éjszaka visszavonult hadseregeivel. Condénak nem sikerült a túlerőben lévő ellenséget bekeríteni, Orániai Vilmosnak viszont le kellett tennie a főváros elfoglalásáról. A csata lényegében eldöntetlenül végződött, de mindkét fél magát hirdette győztesnek, mindkét fővárosban Te Deumot ünnepeltek.

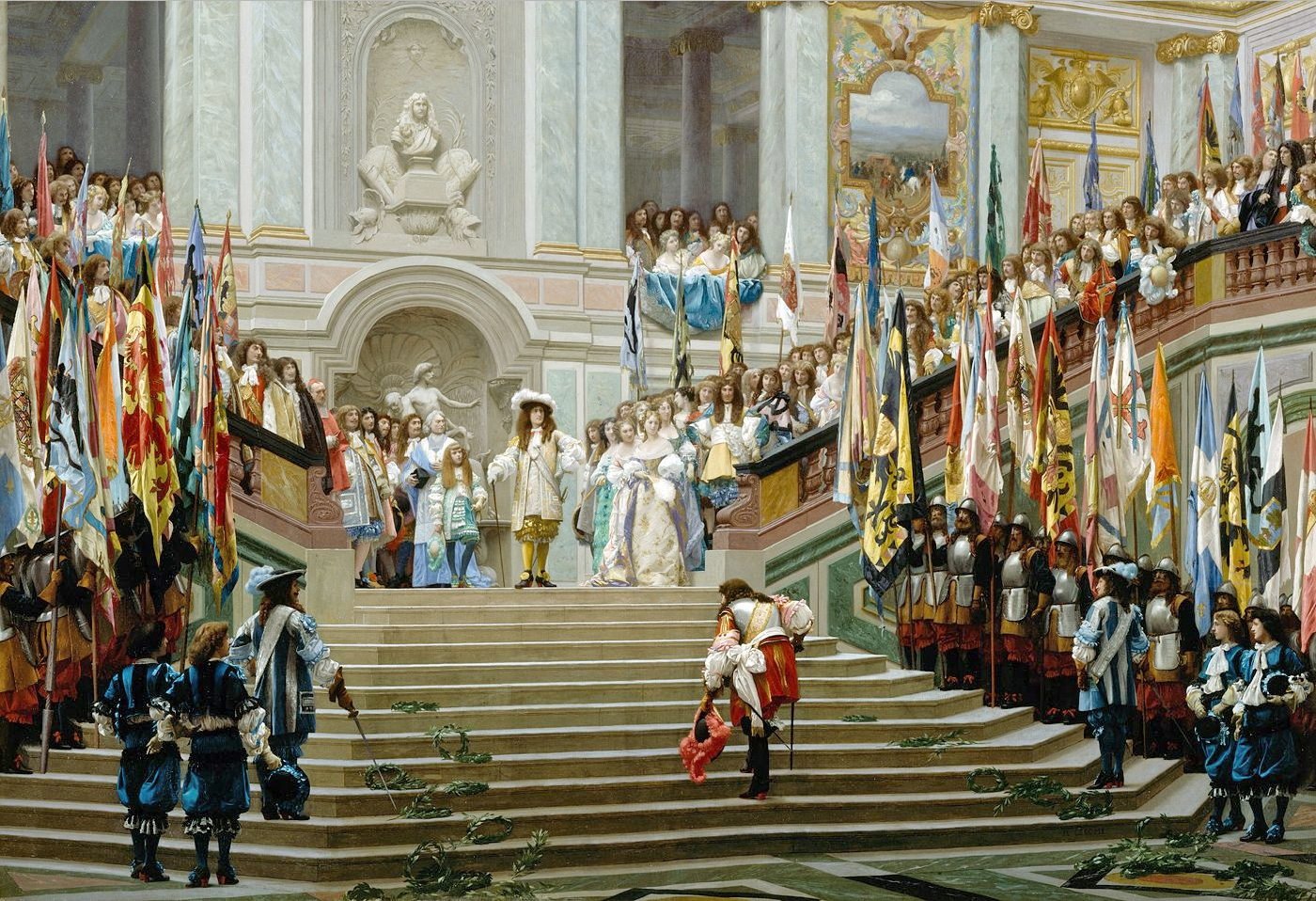
XIV. Lajos király 1674-ben a versailles-i kastély díszlépcsőjén fogadja a „Nagy Condét”.
(Jean-Léon Gérôme műve, 1878, Musée d’Orsay)

A sikeres hadjárat után XIV. Lajos a versailles-i kastélyban, teljes udvartartásának jelenlétében, ünnepélyesen fogadta a „Nagy Condét.” Az 53 éves Louis herceget ekkor már hosszabb idő óta súlyos köszvény kínozta. A hadjárat viszontagságai is megviselték, a fájdalmaktól alig tudott járni. XIV. Lajos a kastély nagy fogadócsarnokában, a Nagykövetek díszlépcsőjének tetején várta unokafivérét, aki csak nagyon lassan tudott felkapaszkodni a lépcsőkön, megváratva uralkodóját. Condé szabadkozott gyengeségéért, de a király így méltatta őt: „Kedves kuzinom, aki ennyi babért hordoz, nehezen lép.” (franciául: „Mon cousin, quand on est chargé de lauriers comme vous, on ne peut marcher que difficilement.”)
1675. július 27-én Condé vezértársa, Turenne marsall a badeni Sasbach mellett vívott csatában halálos sebet kapott. Turenne halála után a XIV. Lajos király a „Nagy Condét” nevezte ki a németországi (elzászi) francia csapatok főparancsnokává. Utolsó hadjárata során, addigi szokásától eltérően óvatosan és módszeresen vezette hadait, így is eredményesen szorította vissza Montecuccoli csapatait a Rajnától. Sikeres hadműveletei révén Elzász szilárdan francia kézen maradt.

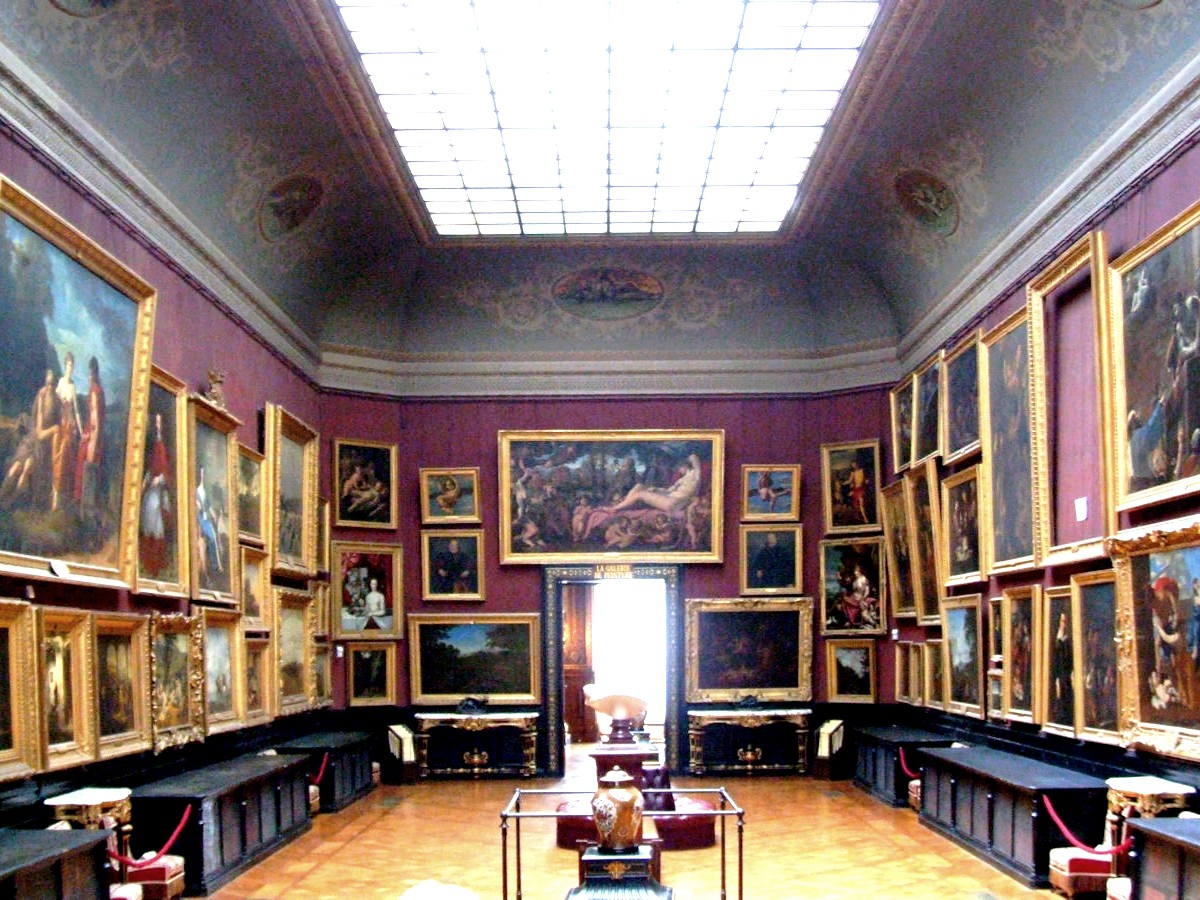
Műkincsek a chantilly-i kastélyban

### A visszavonult nagyúr (1675–86)
A hadjárat végeztével, 1675-ben Condé hercege, akit az utóbbi évek viszontagságai kimerítettek, és súlyosbodó köszvénye gyötörte, Chantilly-be vonult vissza. Egy évtizeden át békésen élt kastélyában, műgyűjteményét gazdagította, művészeket pártolt és irodalmi előadásokat hallgatott. Életének utolsó két évében erőteljesen a vallás felé fordult. 1684-ben belépett a Megszentelt Szentség nevű titkos társaságba (Compagnie du Saint-Sacrement). Mivel Louis herceget egész addigi életében szabadgondolkodóként ismerték, ezt a változást a kíméletlen tollú Voltaire az előrehaladott szenilitás jeleként írta le. Az idős Condé herceg lelkigyakorlatokba merült, gyakran kereste neves egyházi személyek, így Louis Bourdaloue jezsuita atya (1632–1704), Pierre Nicole teológus, janzenista filozófus (1625–1695) és Jacques-Bénigne Bossuet hitszónok (1627–1704) társaságát. Egyetlen élő fiúunokájának, III. Louis-nak, Bourbon hercegének (1668–1710) tanítását 1684-ben Jean de La Bruyère író-filozófusra bízta.
A Nagy Condé unokája, III. Louis, Bourbon hercege 1685-ben feleségül vette Louise-Françoise de Bourbon-t (1673–1743), Nantes kisasszonyát, XIV. Lajos és Madame de Montespan legidősebb leányát. 1686-ban a Fontainebleau-ban időző Louise Françoise hercegné megbetegedett himlőben. A Nagy Condé herceg odautazott, hogy személyesen ápolhassa unokájának 13 éves feleségét. A gondos nagyapós odaköltözött a nagybeteg mellé, és maga segített neki étkezni. Amikor az aggódó XIV. Lajos Fontainebleau-ba érkezett, hogy beteg leányát meglátogassa, Condé hercege erővel tartotta vissza uralkodóját, nehogy a fertőző beteg közelébe jusson és maga is elkapja a ragályt. Louise Françoise felgyógyult, és később tíz gyermeket szült a Nagy Condé unokájának. Maga az idős Louis herceg azonban megbetegedett. Úgy mondják, az unokamenye iránti aggódás ásta alá egészségét.
1686. december 11-én a fontainebleau-i kastélyban elhunyt. Halálos ágyánál Bourdaloue és Bossuet is jelen volt, utóbbi elégiát írt a herceg halálára. XIV. Lajos, értesülve a Nagy Condé haláláról, azt mondta: „királyságom legnagyobb férfiúját veszítettem el.” 1687. március 2-án a párizsi Notre Dame-székesegyházban Bossuet gyászmisén emlékezett meg az elhunytról.

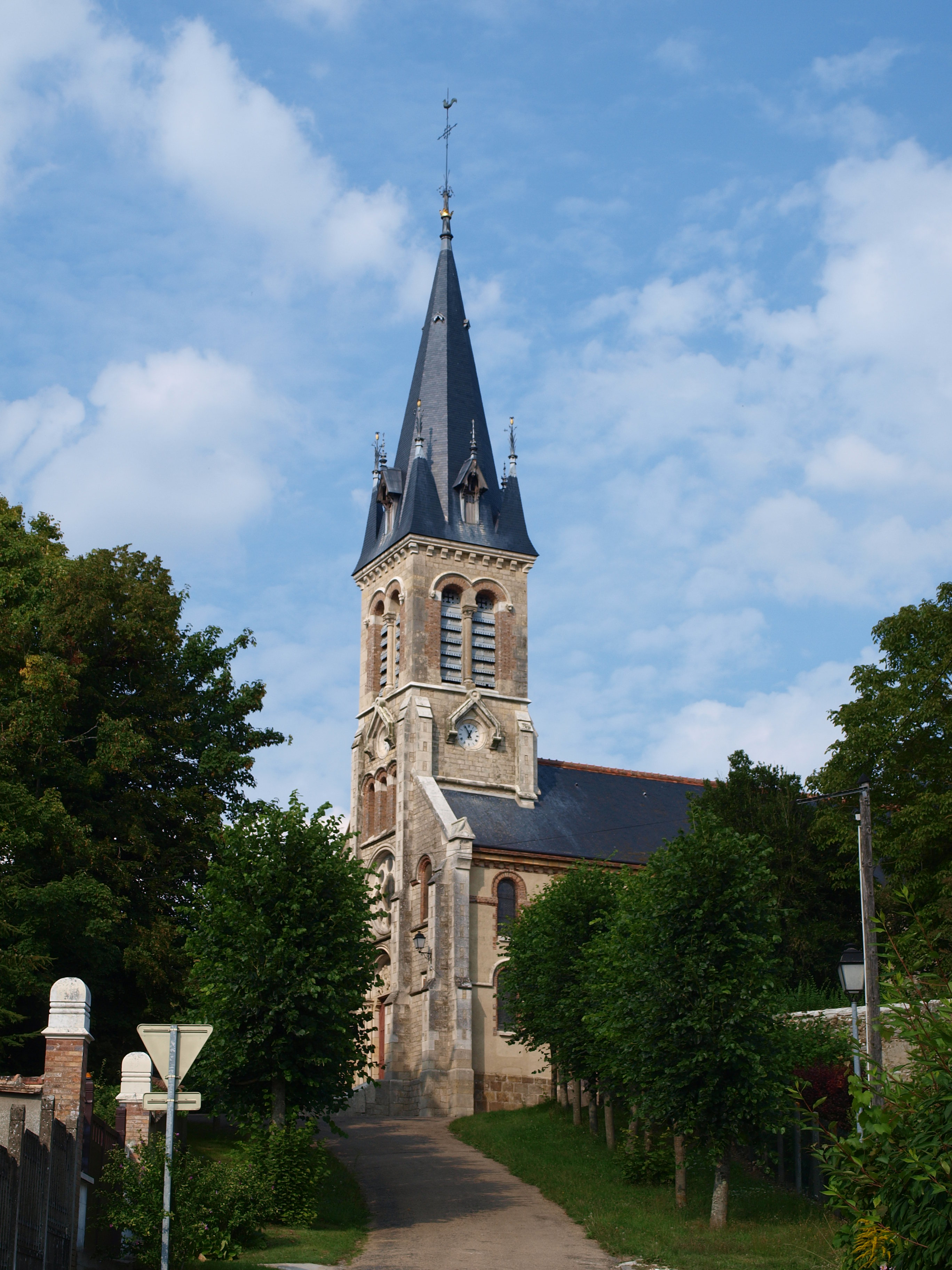
A Szent Tamás-plébániatemplom Vallery-ben

Franciaország egyik legnagyobb hadvezérét a burgundiai Vallery-ben, a Canterburyi Szent Tamásnak szentelt plébániatemplomban temették el, amelyet még apja, II. Henri herceg építtetett át erre a célra, 1614 körül. A templom a Condé hercegi család temetkezőhelyévé vált.

### Események halála után
Châteauroux-i számkivetésben élő özvegyének,Claire-Clémence de Maillé-Brézé-nek a herceg halála sem hozott szabadulást. Fia, Henri Jules herceg, aki örökölte apjának könyörtelen természetét, habozás nélkül követte apjának végakaratát, és megerősítette saját édesanyjának örökös száműzetését. 1694-ben bekövetkezett haláláig az asszony gyakorlatilag várfogságban élt. Rabságának helyén temették el, a châteauroux-i várban, a Szent Márton-templomban. Fia, Henri Jules és elsőszülött fiúunokája, III. Louis de Bourbon-Condé kevés említésre méltó nyomot hagytak a történelemben. Anyjuktól, Claire-Clémence-tól szellemi terheltséget örököltek, életük folyamán mindkettőjükről az elmebaj különféle tüneteit jegyezték fel.
A francia forradalom során, 1794. március 30-án a Közjóléti Bizottság rendeletére a vallery-i templomban nyugvó hercegi koporsókat kiemelték, meggyalázták, a holttesteket – köztük a Nagy Condét is – a helyi köztemető egyik közös sírgödrébe hányták, Jambon polgármester és Bonnivet prokurátor jelenlétében.

### A chantilly-i kastély sorsa

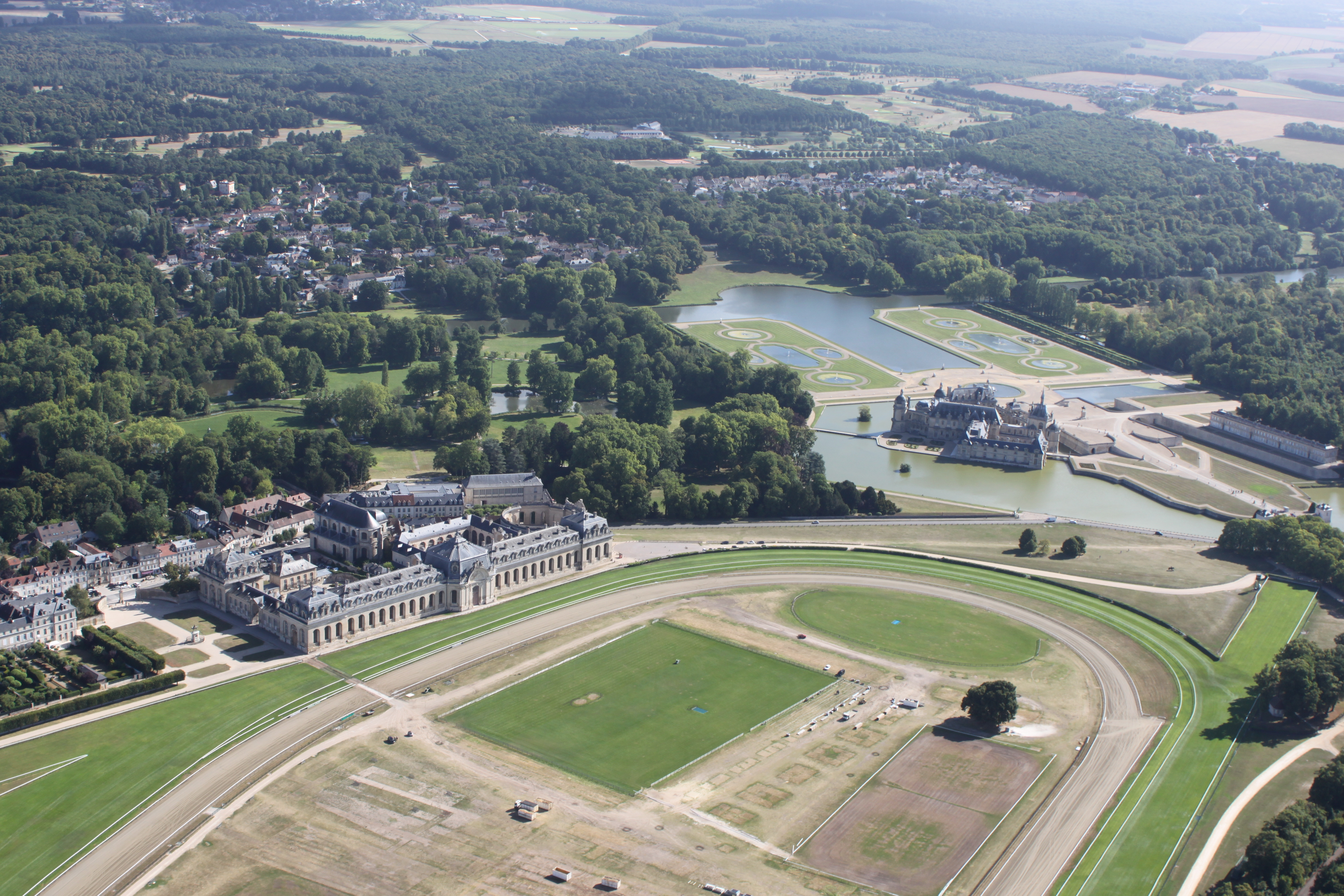
A chantilly-i kastélypark (jobbra a hercegi kastély, balra az istállók és lovardák)

1789-ben, a Bastille elfoglalása utáni napokban a Condé-család elmenekült az országból. A chantilly-i kastélyt 1792-ben, mint „emigráns-vagyont”, a kormány elkobozta. Kifosztották, börtönné alakították. A tönkretett épületeket elárverezték. 1799-ben a kastélyt – az istállók kivételével – lebontották, építőanyagát értékesítették. 1830-ban, a Condé-család kihalása után az uradalmat az Orléans-házból való I. Lajos Fülöp király örökölte. Egyik fia, Henri d’Orléans, Aumale hercege évtizedes munkával gyűjtötte az egykori Condé-vagyon szétszóródott műtárgyait, és intézkedett a kastély újjáépítéséről. Mária Karolina Auguszta nápoly–szicíliai királyi hercegnőt vette feleségül, de fiai gyermektelenek maradtak. 1886-ban a páratlan vagyont a Condé-alapítványba helyezte. 1897-ben Aumale hercege elhunyt, az alapítvány kezelési jogát végrendeletileg a Francia Tudományos és Művészeti Akadémiára (Institut de France) ruházta. Az újjáépített kastélyban ma a gazdag Condé Múzeum működik. Az eredeti formájukban fennmaradt istállók körüli parkban lovasiskola, lóversenypálya üzemel.

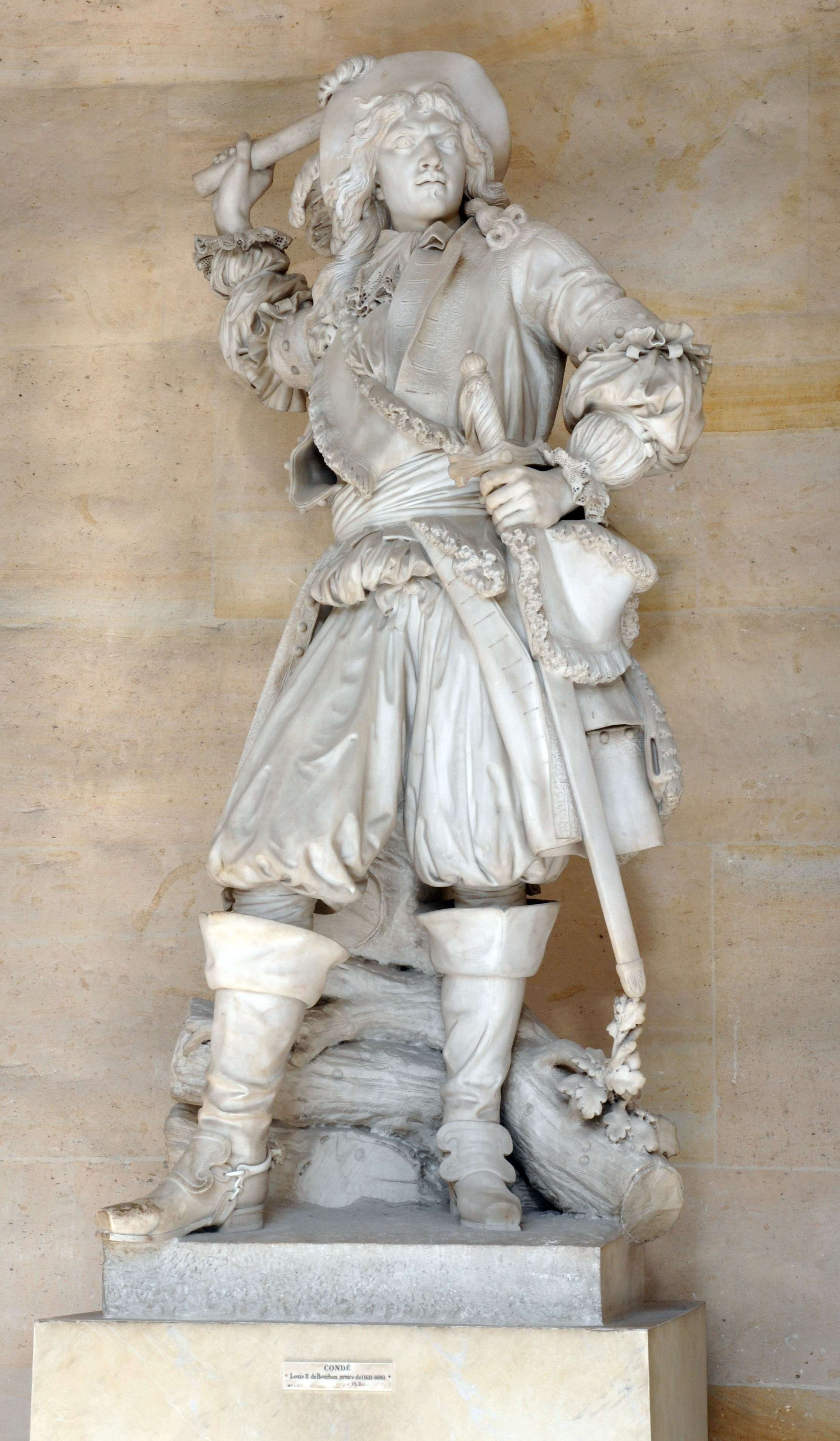
Condé szobra a versailles-i kastélyban
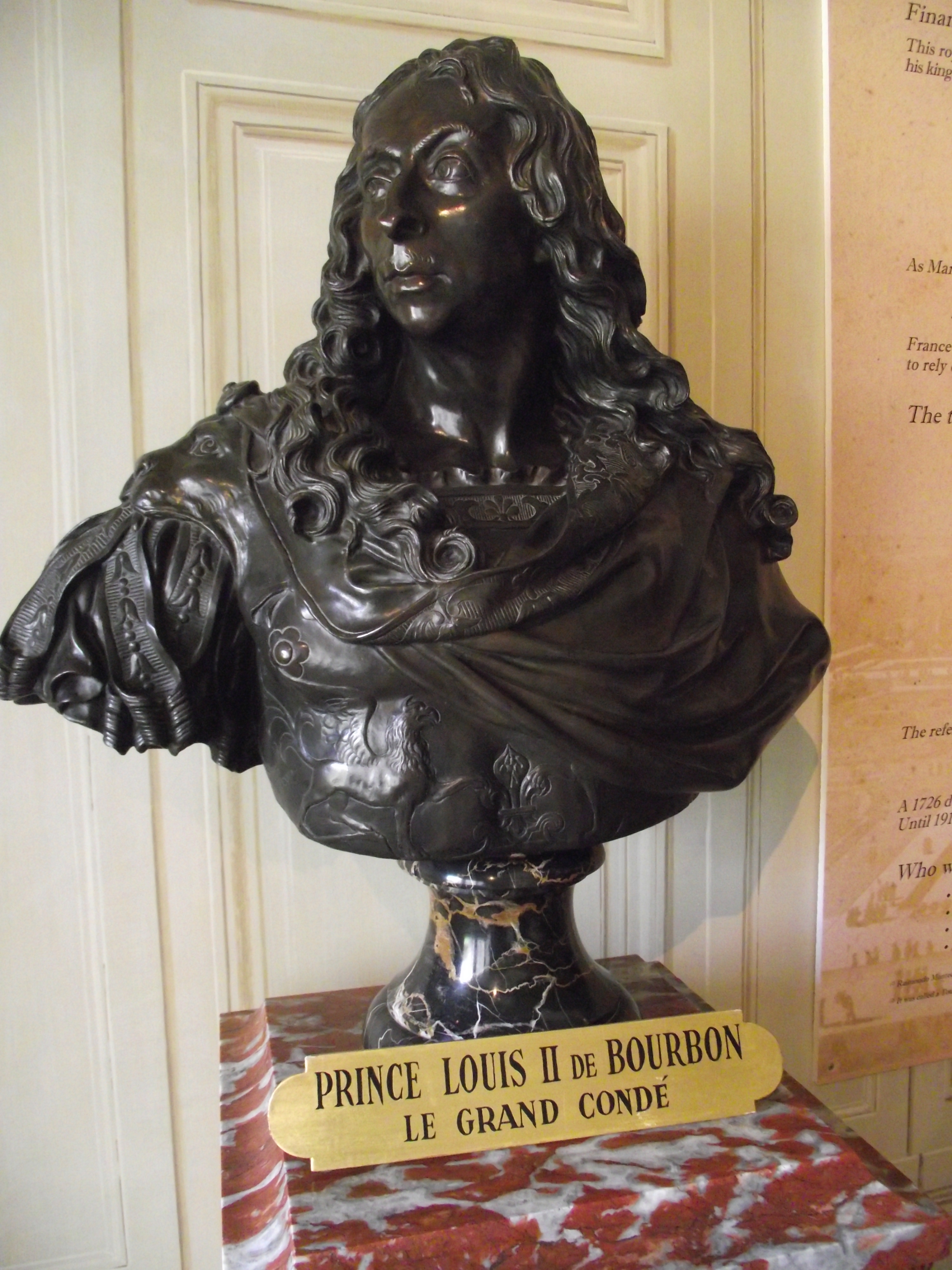
Condé mellszobra a Vaux-le-Vicomte kastélyban
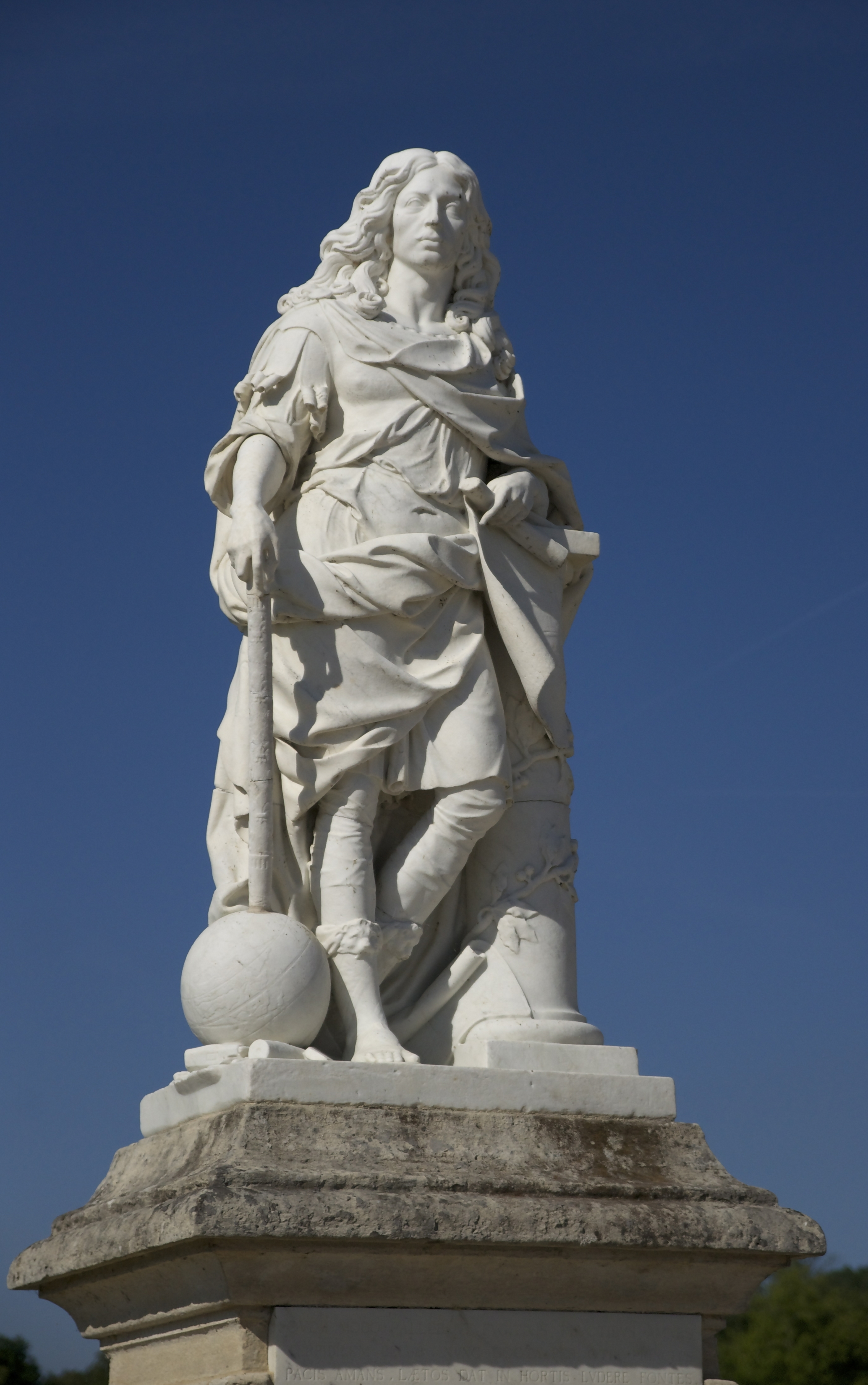
Condé szobra a chantilly-i kastély parkjában.
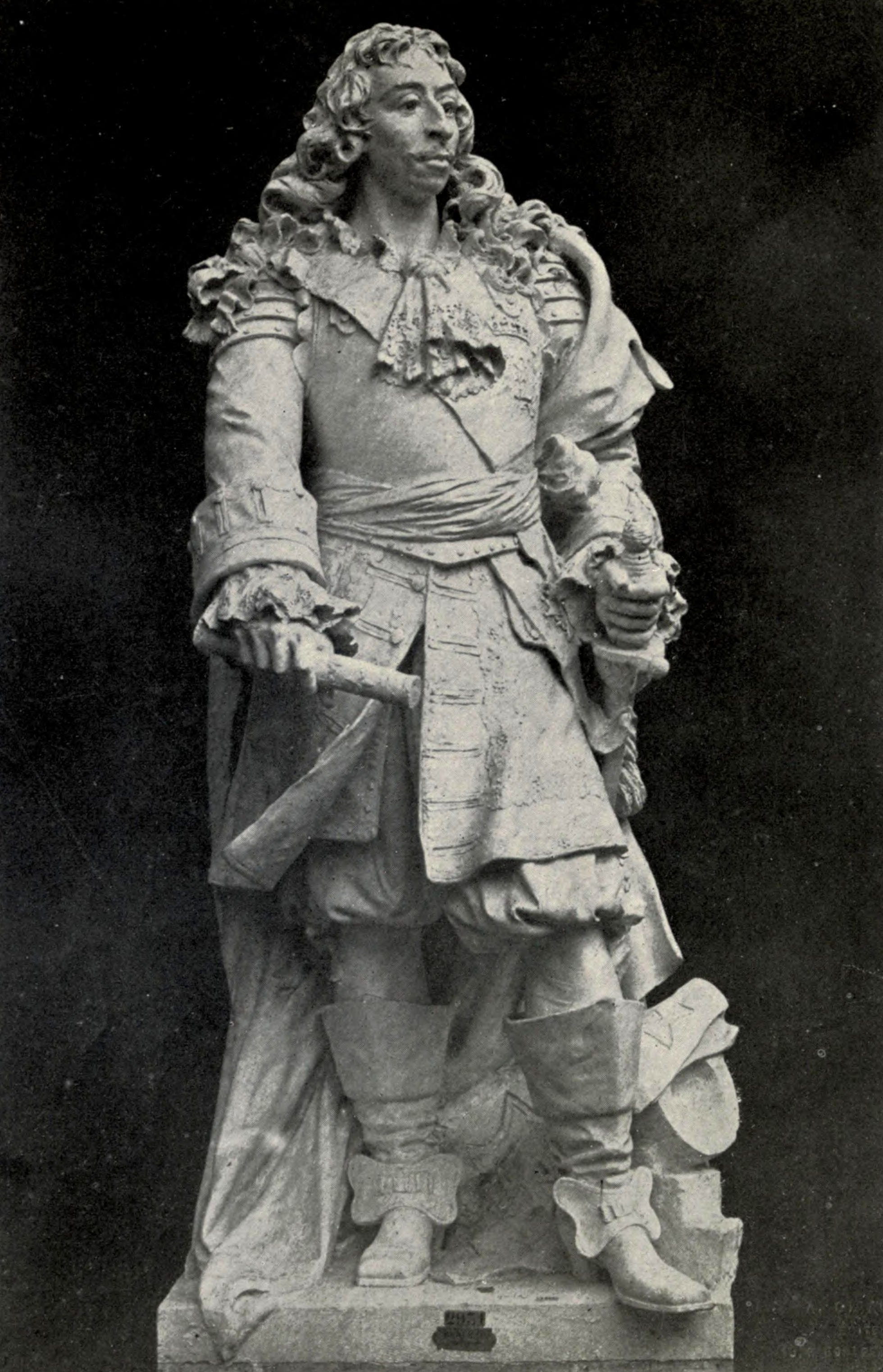
Condé szobra a párizsi École Militaire-ben
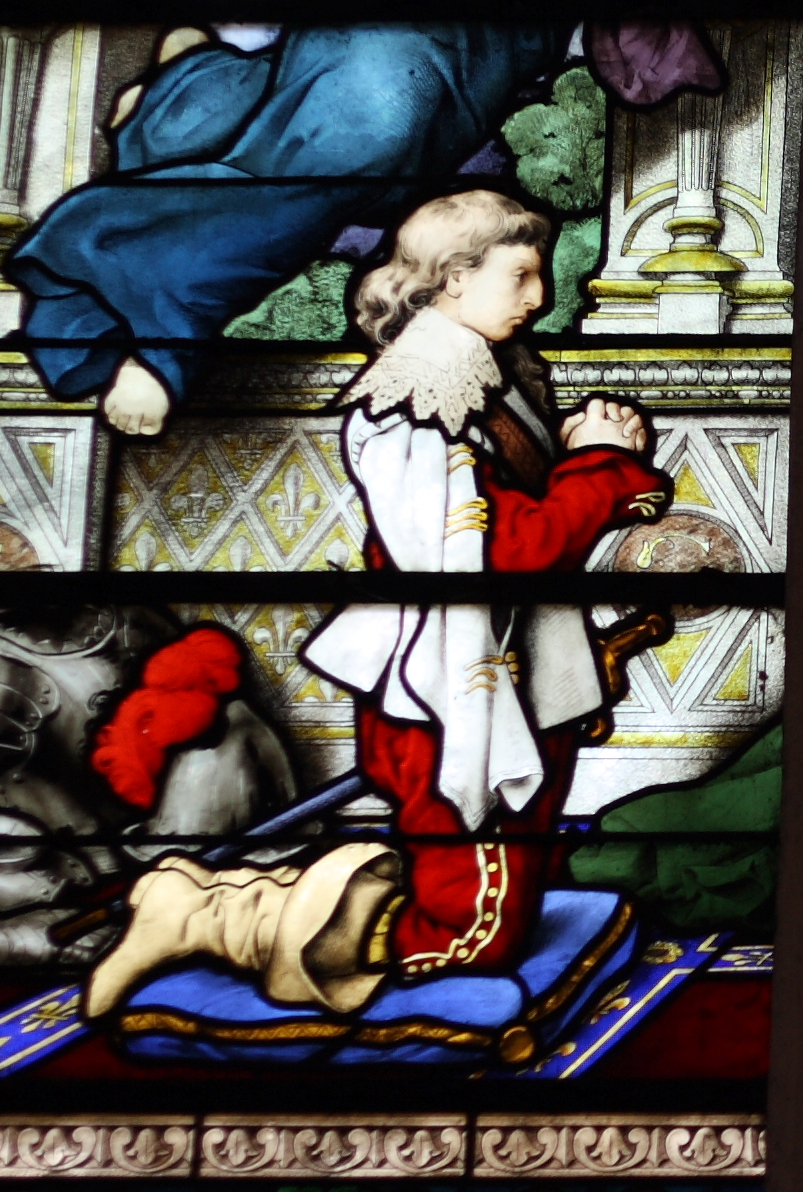
A „Condé-ablak” a montmorencyi Szent Márton-templomban

## A „Nagy Condé” emlékezete
- XIV. Lajos a versailles-i kastélyban szobrot állíttatott nagy hadvezérének emlékére (Galerie de Pierre Basse).
- A chantilly-i hercegi kastély ma a Condé-ház múzeuma (Musée Condé). Itt több szobra is megtalálható.
- A párizsi Katonai Főiskola (École Militaire) épületében egész alakos szobra áll, Barthélemy Caniez (1854–1910) műve.
- A montmorency-i Szent Márton-káptalantemplomban (Val-d’Oise megye) 19. századi ólomüveg-ablakokon örökítették meg a katolikus hadvezér alakját.
- Egy érdekesség: Nagy Frigyes porosz király, maga is katona, nagyon tisztelte hadvezér-elődjét. Emlékezetére saját kedvenc lovát, egy almásderes trakehnenit Condénak nevezett el.[34]

## Alakja szépirodalomban, játékfilmben
- Roger Planchon 1993-as játékfilmje, a XIV. Lajos gyermekkora (Louis, enfant roi) az 1640–50-es évek hatalmi harcait és a Fronde eseményeit mutatja be. Főszereplők: Carmen Maura (Ausztriai Anna), Maxime Mansion (XIV. Lajos), Paolo Graziosi (Mazarin), Serge Dupire (Condé, még Enghien hercegeként).
- Roland Joffé 2000-ben bemutatott, Vatel című romantikus játékfilmje François Vatel tragédiáját dolgozza fel. Főszereplők: Gérard Depardieu (Vatel), Uma Thurman (Anne de Montausier), Tim Roth (Lauzun), Julian Glover (Condé), Julian Sands (XIV. Lajos). A film díszletezését 2001-ben Oscar-díjra jelölték.
- Perlaky Lajos. Mazarin bíboros [archivált változat]. Budapest: Fapadoskönyv Kiadó (2011). ISBN 9789633761960. Hozzáférés ideje: 2017. december 13. [archiválás ideje: 2017. december 13.]
- Ráth-Végh István. Tarka históriák [archivált változat], 1. kötet. Budapest: Fapadoskönyv Kiadó (2013). ISBN 9633762944 / 9789633762943. Hozzáférés ideje: 2017. december 15. [archiválás ideje: 2017. december 16.]

## Kapcsolódó irodalom
Magyar nyelven
- Condé (Kislexikon). kislexikon.hu. (Hozzáférés: 2017. december 13.) [Tiltott forrás?]
- szerk.: Marczali Henrik: Nagy képes világtörténet. XV. kötet: Az absolutismus kora. I. rész: A nagyhatalmak alakulása. Az állami élet kifejlése. II. fejezet: XIV. Lajos kora. Az állami hatalom mindenhatósága. (1898–1905). Hozzáférés ideje: 2018. január 12.
- Hóman Bálint – Szekfű Gyula – kerényi Károly. Egyetemes történet. III. Az újkor története. Harmadik könyv: A tizenhetedik százyxad. Második rész: Az abszolutizmus kora. Budapest: Révai testvérek Irodalmi Intézet Rt. / Magyar Szemle Társaság (1935–1937). Hozzáférés ideje: 2018. január 11.

Francia nyelven
- Pierre Coste. Histoire de Louis de Bourbon 2. du nom, prince de Condé, premier prince du sang par P****. Frankfurt am Main: Chez F**** (1693). Hozzáférés ideje: 2018. január 11.
- Jean de La Brune. Memoires Pour Servir À L’Histoire De Louis De Bourbon, Prince De Condé (francia nyelven). Cologne (Köln): Marteau (1693)
- Henri Chérot. Le grand Condé, son fils, le duc d’Enghien, son petit-fils, le duc de Bourbon ; Trois éducations princières au dix-septième siècle 1630-1684. Lille: Descle de Brouwer & Company (1896)
- Pierre Coste. Histoire de Louis de Bourbon II du nom, prince de Condé, premier prince du sang (1693)
- Joseph Louis Ripault Desormeaux. Histoire De Louis De Bourbon, Second Du Nom, Prince De Condé, Premier Prince Du Sang, Surnommé Le Grand - Ornée de Plans de Sièges et de Batailles, Vol. 4. Paris: Saillant (1766)
- Berard Gerrer – Patrice Petit – Juán Luís Sanchez Martin. Rocroy 1643. Vérités et controverses sur une bataille de légende (A rocroi-i csata részletes elemzése). Office de tourisme de Rocroi et du Nord-Ouest ardennais. Impr. Revin Caligrafik (2007)
- Marie-Nicolas Bouillet.szerk.: Alexis Chassang: Louis II de Bourbon-Condé, Dictionnaire universel d’histoire et de géographie (1878)
- Voltaire. Le siècle de Louis XIV. Édition critique par Diego Venturino et al. (1751)
- Dominique Paladilhe. Le Grand Condé. Héros des armées de Louis XIV. Paris: Pygmalion (2008). ISBN 978-2756400082
- Henri Malo. Le grand Condé. Paris: Michel (1937)
- Georges Mongrédien. Le Grand Condé. Paris: Hachette (1959)
- François H. Turpin. La vie de Louis de Bourbon, II. du nom, prince de Condé, faisant la suite des hommes illustres de la France, Vol.2 (1767)

Német nyelven
- Geoffrey Parker. Die militärische Revolution - Die Kriegskunst und der Aufstieg des Westens 1500–1800. Frankfurt am Main / New York: Campus-Verlag (1988). ISBN 3-593-34365-7

Angol nyelven
- Eveline Godley. The great Condé - A life of Louis II. de Bourbon, Prince of Condé. London: Murray (1915)
- James Breck Perkins. The Great Condé, The English Historical Review, Nr. 11, Vol. 3, 478-497. o. (1888)
- Philip Henry Stanhope. The life of Louis, prince of Condé, surnamed the Great (1845)
- Bernard Pujo. Le Grand Condé. Paris: Éditions Albin Michel S. A. (1995). ISBN 2-226-07671-9
- Geoffrey Regan. Battles that changed History, 2, London: Carlton Publishing Group (2002). ISBN 0-233-05051-5
- Mark Bannister. Condé in Context - Ideological Change in Seventeenth-Century France (2000). ISBN 1-900755-42-4